# США на зимових Олімпійських іграх 2022
Сполучені Штати Америки взяли участь у зимових Олімпійських іграх 2022, що тривали з 4 до 20 лютого в Пекіні (КНР).
Збірна США складалася з 224-х спортсменів. Керлінгіст Джон Шустер і ковзанярка Бріттані Боу несли прапор своєї країни на церемонії відкриття. Бобслеїстці Елані Меєрс доручили нести прапор на церемонії закриття.

## Медалісти
Список американських спортсменів, що на Іграх здобули медалі.
| Медаль | Ім'я | Вид спорту          | Дисципліна                                  | Дата      |
| ------ | --- | ------------------- | ------------------------------------------- | --------- |
| Золото | Еван Бейтс Карен Чен Натан Чен Медісон Чок Закарі Донохью Брендон Фрейзер Медісон Хаббелл Алекса Шимека Кнірім Вінсент Чжоу | Фігурне катання     | Змішані команди                             | 7 лютого  |
| Золото | Ліндсі Джекобелліс | Сноубординг         | Сноубордкрос (жінки)                        | 9 лютого  |
| Золото | Натан Чен | Фігурне катання     | Одиночні змагання (чоловіки)                | 10 лютого |
| Золото | Ешлі Колдуелл Крістофер Лілліс Джастін Шунефелд | Фристайл            | Акробатика (змішані команди)                | 10 лютого |
| Золото | Клое Кім | Сноубординг         | Хафпайп (жінки)                             | 10 лютого |
| Золото | Нік Баумґартнер Ліндсі Джекобелліс | Сноубординг         | Змішаний командний сноубордкрос             | 12 лютого |
| Золото | Ерін Джексон | Ковзанярський спорт | 500 метрів (жінки)                          | 13 лютого |
| Золото | Кейлі Гамфріс | Бобслей             | Монобоб (жінки)                             | 14 лютого |
| Золото | Алекс Голл (фристайліст) | Фристайл            | Слоупстайл (чоловіки)                       | 16 лютого |
| Срібло | Джелін Кауф | Фристайл            | Могул (жінки)                               | 6 лютого  |
| Срібло | Джулія Маріно | Сноубординг         | Слоупстайл (жінки)                          | 6 лютого  |
| Срібло | Раян Кохран-Зігль | Гірськолижний спорт | Супергігант (чоловіки)                      | 8 лютого  |
| Срібло | Колбі Стівенсон | Фристайл            | Біг-ейр (чоловіки)                          | 9 лютого  |
| Срібло | Елана Меєрс | Бобслей             | Монобоб (жінки)                             | 14 лютого |
| Срібло | Нік Геппер | Фристайл            | Слоупстайл (чоловіки)                       | 16 лютого |
| Срібло | Жіноча збірна США з хокею із шайбою - Кайла Барнс - Меґан Бозек - Ганна Брандт - Дані Камеранезі - Александра Карпентер - Алекс Кавалліні - Джессі Комфер - Кендалл Койн-Скофілд - Бріанна Деккер - Джинсі Данн - Саванна Гермон - Caroline Harvey - Нікол Генслі - Меґан Келлер - Аманда Кессел - Hilary Knight - Еббі Мерфі - Келлі Паннек - Медді Руні - Еббі Роке - Гейлі Скамурра - Лі Стеклін - Ґрейс Замвінкл | Хокей               | Жіночий турнір                              | 17 лютого |
| Срібло | Девід Вайс (фристайліст) | Фристайл            | Хафпайп (чоловіки)                          | 19 лютого |
| Срібло | Джессіка Діггінс | Лижні перегони      | 30 км вільним стилем (жінки)                | 20 лютого |
| Бронза | Джессіка Діггінс | Лижні перегони      | Спринт (жінки)                              | 8 лютого  |
| Бронза | Закарі Донохью Медісон Хаббелл | Фігурне катання     | Танці на льоду                              | 14 лютого |
| Бронза | Меґан Нік | Фристайл            | Акробатика (жінки)                          | 14 лютого |
| Бронза | Ітен Сеп'юран Кейсі Доусон Емері Леман Джой Мантія | Ковзанярський спорт | Командні перегони переслідування (чоловіки) | 15 лютого |
| Бронза | Бріттані Боу | Ковзанярський спорт | 1000 метрів (жінки)                         | 17 лютого |
| Бронза | Сільвія Гоффман Елана Меєрс | Бобслей             | Двійки (жінки)                              | 19 лютого |
| Бронза | Алекс Феррейра | Фристайл            | Хафпайп (чоловіки)                          | 19 лютого |

| Медалі за видами спорту | Медалі за видами спорту | Медалі за видами спорту | Медалі за видами спорту | Медалі за видами спорту |
| ----------------------- | ----------------------- | ----------------------- | ----------------------- | ----------------------- |
| Вид спорту              | 1                       | 2                       | 3                       | Загалом                 |
| Сноубординг             | 3                       | 1                       | 0                       | 4                       |
| Фристайл                | 2                       | 4                       | 2                       | 8                       |
| Бобслей                 | 1                       | 1                       | 1                       | 3                       |
| Фігурне катання         | 1                       | 1                       | 1                       | 3                       |
| Ковзанярський спорт     | 1                       | 0                       | 2                       | 3                       |
| Лижні перегони          | 0                       | 1                       | 1                       | 2                       |
| Гірськолижний спорт     | 0                       | 1                       | 0                       | 1                       |
| Хокей                   | 0                       | 1                       | 0                       | 1                       |
| Загалом                 | 8                       | 10                      | 7                       | 25                      |

| Медалі за датою | Медалі за датою | Медалі за датою | Медалі за датою | Медалі за датою | Медалі за датою |
| --------------- | --------------- | --------------- | --------------- | --------------- | --------------- |
| День            | Дата            | 1               | 2               | 3               | Загалом         |
| 2               | 6 лютого        | 0               | 2               | 0               | 2               |
| 3               | 7 лютого        | 0               | 1               | 0               | 1               |
| 4               | 8 лютого        | 0               | 1               | 1               | 2               |
| 5               | 9 лютого        | 1               | 1               | 0               | 2               |
| 6               | 10 лютого       | 3               | 0               | 0               | 3               |
| 8               | 12 лютого       | 1               | 0               | 0               | 1               |
| 9               | 13 лютого       | 1               | 0               | 0               | 1               |
| 10              | 14 лютого       | 1               | 1               | 2               | 4               |
| 11              | 15 лютого       | 0               | 0               | 1               | 1               |
| 12              | 16 лютого       | 1               | 1               | 0               | 2               |
| 13              | 17 лютого       | 0               | 1               | 1               | 2               |
| 15              | 19 лютого       | 0               | 1               | 2               | 3               |
| 16              | 20 лютого       | 0               | 1               | 0               | 1               |
| Загалом         | Загалом         | 8               | 10              | 7               | 25              |

| Медалі за статтю | Медалі за статтю | Медалі за статтю | Медалі за статтю | Медалі за статтю | Медалі за статтю |
| ---------------- | ---------------- | ---------------- | ---------------- | ---------------- | ---------------- |
| Стать            | 1                | 2                | 3                | Загалом          | Відсоток         |
| Жінки            | 4                | 5                | 4                | 13               | 52.0%            |
| Чоловіки         | 2                | 4                | 2                | 8                | 32.0%            |
| Змішані          | 2                | 1                | 1                | 4                | 16.0%            |
| Загалом          | 8                | 10               | 7                | 25               | 100%             |

| Багаторазові медалісти | Багаторазові медалісти | Багаторазові медалісти | Багаторазові медалісти | Багаторазові медалісти | Багаторазові медалісти | Багаторазові медалісти |
| ---------------------- | ---------------------- | ---------------------- | ---------------------- | ---------------------- | ---------------------- | ---------------------- |
| Ім'я                   | Вид спорту             | 1                      | 2                      | 3                      | Загалом                |                        |
| Ліндсі Джекобелліс     | Сноубординг            | 2                      | 0                      | 0                      | 2                      |                        |
| Натан Чен              | Фігурне катання        | 1                      | 1                      | 0                      | 2                      |                        |
| Джессіка Діггінс       | Лижні перегони         | 0                      | 1                      | 1                      | 2                      |                        |
| Закарі Донохью         | Фігурне катання        | 0                      | 1                      | 1                      | 2                      |                        |
| Медісон Хаббелл        | Фігурне катання        | 0                      | 1                      | 1                      | 2                      |                        |
| Елана Меєрс            | Бобслей                | 0                      | 1                      | 1                      | 2                      |                        |

## Спортсмени
Кількість спортсменів, що взяли участь в Іграх, за видами спорту.
| Вид спорту          | Чоловіки | Жінки | Загалом |
| ------------------- | -------- | ----- | ------- |
| Гірськолижний спорт | 6        | 11    | 17      |
| Біатлон             | 4        | 4     | 8       |
| Бобслей             | 8        | 4     | 12      |
| Лижні перегони      | 6        | 8     | 14      |
| Керлінг             | 5        | 6     | 11      |
| Фігурне катання     | 8        | 8     | 16      |
| Фристайл            | 16       | 16    | 32      |
| Хокей               | 25       | 23    | 48      |
| Санний спорт        | 5        | 3     | 8       |
| Лижне двоборство    | 5        | Н/Д   | 5       |
| Шорт-трек           | 2        | 5     | 7       |
| Скелетон            | 1        | 2     | 3       |
| Стрибки з трампліна | 4        | 1     | 5       |
| Сноубординг         | 14       | 12    | 26      |
| Ковзанярський спорт | 7        | 5     | 12      |
| Загалом             | 116      | 108   | 224     |

## Гірськолижний спорт
Від США на Ігри кваліфікувалися шість гірськолижників і дванадцять гірськолижниць.
Чоловіки
| Спортсмен         | Дисципліна         | 1-й спуск | 1-й спуск | 2-й спуск | 2-й спуск | Сума    | Сума  |
| Спортсмен         | Дисципліна         | Час       | Місце     | Час       | Місце     | Час     | Місце |
| ----------------- | ------------------ | --------- | --------- | --------- | --------- | ------- | ----- |
| Брайс Беннетт     | Швидкісний спуск   | Н/Д       | Н/Д       | Н/Д       | Н/Д       | 1:44.25 | 19    |
| Раян Кохран-Зігль | Швидкісний спуск   | Н/Д       | Н/Д       | Н/Д       | Н/Д       | 1:43.91 | 14    |
| Тревіс Ґанонґ     | Швидкісний спуск   | Н/Д       | Н/Д       | Н/Д       | Н/Д       | 1:44.39 | 20    |
| Брайс Беннетт     | Супергігант        | Н/Д       | Н/Д       | Н/Д       | Н/Д       | 1:21.80 | 17    |
| Раян Кохран-Зігль | Супергігант        | Н/Д       | Н/Д       | Н/Д       | Н/Д       | 1:19.98 | 2     |
| Тревіс Ґанонґ     | Супергігант        | Н/Д       | Н/Д       | Н/Д       | Н/Д       | 1:21.37 | 12    |
| Рівер Радамус     | Супергігант        | Н/Д       | Н/Д       | Н/Д       | Н/Д       | 1:21.63 | 15    |
| Раян Кохран-Зігль | Гігантський слалом | НФ        | НФ        | НФ        | НФ        | НФ      | НФ    |
| Томмі Форд        | Гігантський слалом | 1:05.07   | 19        | 1:07.34   | 7         | 2:12.41 | 12    |
| Рівер Радамус     | Гігантський слалом | 1:03.79   | 9         | 1:07.16   | 5         | 2:10.95 | 4     |
| Люк Вінтерс       | Гігантський слалом | НФ        | НФ        | НФ        | НФ        | НФ      | НФ    |
| Люк Вінтерс       | Слалом             | НФ        | НФ        | НФ        | НФ        | НФ      | НФ    |

Жінки
| Спортсменка     | Дисципліна         | 1-й спуск | 1-й спуск | 2-й спуск | 2-й спуск | Сума    | Сума  |
| Спортсменка     | Дисципліна         | Час       | Місце     | Час       | Місце     | Час     | Місце |
| --------------- | ------------------ | --------- | --------- | --------- | --------- | ------- | ----- |
| Кілі Кешмен     | Швидкісний спуск   | Н/Д       | Н/Д       | Н/Д       | Н/Д       | 1:34.13 | 17    |
| Мікейла Шиффрін | Швидкісний спуск   | Н/Д       | Н/Д       | Н/Д       | Н/Д       | 1:34.36 | 18    |
| Жаклін Вайлз    | Швидкісний спуск   | Н/Д       | Н/Д       | Н/Д       | Н/Д       | 1:34.60 | 21    |
| Алікс Вілкінсон | Швидкісний спуск   | Н/Д       | Н/Д       | Н/Д       | Н/Д       | НФ      | НФ    |
| Кілі Кешмен     | Супергігант        | Н/Д       | Н/Д       | Н/Д       | Н/Д       | 1:15.99 | 27    |
| Мікейла Шиффрін | Супергігант        | Н/Д       | Н/Д       | Н/Д       | Н/Д       | 1:14.30 | 9     |
| Алікс Вілкінсон | Супергігант        | Н/Д       | Н/Д       | Н/Д       | Н/Д       | НФ      | НФ    |
| Ізабелла Райт   | Супергігант        | Н/Д       | Н/Д       | Н/Д       | Н/Д       | 1:15.37 | 21    |
| Кілі Кешмен     | Комбінація         | 1:33.09   | 7         | НФ        | НФ        | НФ      | НФ    |
| Тріша Манґан    | Комбінація         | 1:35.89   | =20       | 57.05     | =8        | 2:32.94 | 11    |
| Мікейла Шиффрін | Комбінація         | 1:32.98   | 5         | НФ        | НФ        | НФ      | НФ    |
| Ізабелла Райт   | Комбінація         | 1:33.72   | 15        | НФ        | НФ        | НФ      | НФ    |
| Ей Джей Герт    | Гігантський слалом | НФ        | НФ        | НФ        | НФ        | НФ      | НФ    |
| Пола Молтзан    | Гігантський слалом | 59.57     | 17        | 58.50     | 12        | 1:58.07 | =12   |
| Ніна О'Браєн    | Гігантський слалом | 58.61     | 6         | ДСК       | ДСК       | ДСК     | ДСК   |
| Мікейла Шиффрін | Гігантський слалом | НФ        | НФ        | НФ        | НФ        | НФ      | НФ    |
| Кейті Генсін    | Слалом             | 55.43     | 31        | 53.88     | 23        | 1:49.31 | 26    |
| Ей Джей Герт    | Слалом             | 56.68     | 40        | 55.51     | 34        | 1:52.19 | 34    |
| Пола Молтзан    | Слалом             | 52.79     | 6         | 53.39     | 20        | 1:46.18 | 8     |
| Мікейла Шиффрін | Слалом             | НФ        | НФ        | НФ        | НФ        | НФ      | НФ    |

Змішані
| Спортсмени                                            | Дисципліна | 1/8 фіналу             | Чвертьфінал        | Півфінал              | Фінал / БМ                    | Фінал / БМ |
| Спортсмени                                            | Дисципліна | Суперник Результат     | Суперник Результат | Суперник Результат    | Суперник Результат            | Місце      |
| ----------------------------------------------------- | ---------- | ---------------------- | ------------------ | --------------------- | ----------------------------- | ---------- |
| Томмі Форд Пола Молтзан Рівер Радамус Мікейла Шиффрін | Команди    | Словаччина (SVK) W 3–1 | Італія (ITA) W 3–1 | Німеччина (GER) L 1–3 | Норвегія (NOR) L 2–2* (+0.42) | 4          |

## Біатлон
Від США на Ігри кваліфікувалися чотири чоловіки і чотири жінки.
Чоловіки
| Спортсмен                                       | Дисципліна              | Час       | Хиби    | Місце |
| ----------------------------------------------- | ----------------------- | --------- | ------- | ----- |
| Джейк Браун                                     | Спринт                  | 26:04.7   | 0+2     | 36    |
| Шон Доерті                                      | Спринт                  | 26:35.2   | 1+3     | 47    |
| Лейф Нордґрен                                   | Спринт                  | 27:31.8   | 0+3     | 83    |
| Пол Шоммер                                      | Спринт                  | 27:13.3   | 1+3     | 74    |
| Джейк Браун                                     | Перегони переслідування | 45:14.1   | 3+1+2+0 | 40    |
| Шон Доерті                                      | Перегони переслідування | 45:38.8   | 1+1+3+2 | 43    |
| Джейк Браун                                     | Індивідуальні перегони  | 52:45.4   | 0+0+2+0 | 28    |
| Шон Доерті                                      | Індивідуальні перегони  | 53:55.8   | 1+1+1+1 | 42    |
| Лейф Нордґрен                                   | Індивідуальні перегони  | 59:29.8   | 2+2+1+2 | 87    |
| Пол Шоммер                                      | Індивідуальні перегони  | 53:27.6   | 0+1+0+2 | 35    |
| Джейк Браун Шон Доерті Лейф Нордґрен Пол Шоммер | Естафета                | 1:25:33.0 | 3+13    | 13    |

Жінки
| Спортсменка                                    | Дисципліна              | Час       | Хиби    | Місце |
| ---------------------------------------------- | ----------------------- | --------- | ------- | ----- |
| Сьюзен Данклі                                  | Спринт                  | 22:39.5   | 0+0     | 27    |
| Клер Іган                                      | Спринт                  | 23:16.4   | 1+2     | 46    |
| Дідра Ервін                                    | Спринт                  | 23:10.1   | 0+2     | 37    |
| Джоанн Рід                                     | Спринт                  | 22:54.9   | 0+2     | 34    |
| Сьюзен Данклі                                  | Перегони переслідування | 40:18.9   | 0+0+2+1 | 40    |
| Клер Іган                                      | Перегони переслідування | 40:17.0   | 0+0+2+2 | 38    |
| Дідра Ервін                                    | Перегони переслідування | 41:01.0   | 0+0+1+3 | 47    |
| Джоанн Рід                                     | Перегони переслідування | 39:06.7   | 0+0+0+3 | 29    |
| Сьюзен Данклі                                  | Індивідуальні перегони  | 51:46.0   | 1+1+0+2 | 63    |
| Клер Іган                                      | Індивідуальні перегони  | 49:08.9   | 1+0+3+1 | 39    |
| Дідра Ервін                                    | Індивідуальні перегони  | 45:14.1   | 0+0+0+1 | 7     |
| Джоанн Рід                                     | Індивідуальні перегони  | 51:06.3   | 0+3+0+2 | 57    |
| Дідра Ервін                                    | Масстарт                | 43:42.1   | 1+3+1+1 | 23    |
| Сьюзен Данклі Клер Іган Дідра Ервін Джоанн Рід | Естафета                | 1:15:51.3 | 2+9     | 11    |

Змішані
| Спортсмени                                    | Дисципліна | Час       | Хиби | Місце |
| --------------------------------------------- | ---------- | --------- | ---- | ----- |
| Шон Доерті Сьюзен Данклі Клер Іган Пол Шоммер | Естафета   | 1:08:58.3 | 1+12 | 7     |

## Бобслей
Завдяки результатам у Кубку світу 2021–2022 від США на Ігри кваліфікувалися по два бобслейні екіпажі в кожній з чотирьох дисциплін.
Чоловіки
| Спортсмени                                                  | Дисципліна          | 1-й заїзд | 1-й заїзд | 2-й заїзд | 2-й заїзд | 3-й заїзд | 3-й заїзд | 4-й заїзд    | 4-й заїзд    | Сума    | Сума  |
| Спортсмени                                                  | Дисципліна          | Час       | Місце     | Час       | Місце     | Час       | Місце     | Час          | Місце        | Час     | Місце |
| ----------------------------------------------------------- | ------------------- | --------- | --------- | --------- | --------- | --------- | --------- | ------------ | ------------ | ------- | ----- |
| Гантер Черч* Чарлі Фолкер                                   | Двійки (чоловіки)   | 1:00.38   | 25        | 1:01.40   | 30        | 1:00.53   | 25        | Не потрапили | Не потрапили | 3:02.31 | 27    |
| Гакім Абдул-Сабур Франк Дель Дука*                          | Двійки (чоловіки)   | 59.87     | 13        | 1:00.22   | 15        | 59.86     | 11        | 1:00.15      | 12           | 4:00.10 | 13    |
| Гантер Черч* Кріс Горн Чарлі Фолкер Джош Вільямсон          | Четвірки (чоловіки) | 58.91     | 11        | 59.70     | 19        | 58.96     | 8         | 59.49        | 13           | 3:57.06 | 10    |
| Гакім Абдул-Сабур Франк Дель Дука* Джиммі Рід Карло Вальдес | Четвірки (чоловіки) | 59.26     | 14        | 59.56     | 15        | 59.39     | 17        | 59.44        | 9            | 3:57.65 | =13   |

Жінки
| Спортсменки                  | Дисципліна     | 1-й заїзд | 1-й заїзд | 2-й заїзд | 2-й заїзд | 3-й заїзд | 3-й заїзд | 4-й заїзд | 4-й заїзд | Сума    | Сума  |
| Спортсменки                  | Дисципліна     | Час       | Місце     | Час       | Місце     | Час       | Місце     | Час       | Місце     | Час     | Місце |
| ---------------------------- | -------------- | --------- | --------- | --------- | --------- | --------- | --------- | --------- | --------- | ------- | ----- |
| Кейлі Гамфріс                | Монобоб        | 1:04.44   | 1         | 1:04.66   | 1         | 1:04.87   | 1         | 1:05.30   | 3         | 4:19.27 | 1     |
| Елана Меєрс                  | Монобоб        | 1:05.12   | 3         | 1:05.30   | 3         | 1:05.28   | 3         | 1:05.11   | 1         | 4:20.81 | 2     |
| Кейлі Гамфріс* Кайша Лав     | Двійки (жінки) | 1:01.41   | 4         | 1:01.97   | 9         | 1:01.75   | 6         | 1:01.91   | 8         | 4:07.04 | 7     |
| Сільвія Гоффман Елана Меєрс* | Двійки (жінки) | 1:01.26   | 3         | 1:01.53   | 3         | 1:01.13   | 3         | 1:01.56   | 3         | 4:05.48 | 3     |

## Лижні перегони
Від США на Ігри кваліфікувалися шість лижників і вісім лижниць.
Дистанційні перегони

Чоловіки
| Спортсмен                                            | Дисципліна             | Класичний стиль | Класичний стиль | Вільний стиль | Вільний стиль | Загалом   | Загалом |
| Спортсмен                                            | Дисципліна             | Час             | Місце           | Час           | Місце         | Час       | Місце   |
| ---------------------------------------------------- | ---------------------- | --------------- | --------------- | ------------- | ------------- | --------- | ------- |
| Бен Оґден                                            | 15 км класичним стилем | Н/Д             | Н/Д             | Н/Д           | Н/Д           | 41:29.8   | 42      |
| Скотт Паттерсон                                      | 15 км класичним стилем | Н/Д             | Н/Д             | Н/Д           | Н/Д           | 41:23.1   | 38      |
| Джей Сі Скунмейкер                                   | 15 км класичним стилем | Н/Д             | Н/Д             | Н/Д           | Н/Д           | 43:31.6   | 66      |
| Ґус Шумахер                                          | 15 км класичним стилем | Н/Д             | Н/Д             | Н/Д           | Н/Д           | 41:53.4   | 48      |
| Скотт Паттерсон                                      | 30 км скіатлон         | 41:17.4         | 19              | 38:18.9       | 4             | 1:20:10.0 | 11      |
| Ґус Шумахер                                          | 30 км скіатлон         | 42:26.3         | 38              | 42:16.6       | 44            | 1:25:14.3 | 39      |
| Скотт Паттерсон                                      | 30 км вільним стилем   | Н/Д             | Н/Д             | Н/Д           | Н/Д           | 1:12:06.6 | 8       |
| Кевін Болджер Люк Джеґер Скотт Паттерсон Ґус Шумахер | Естафета 4×10 км       | Н/Д             | Н/Д             | Н/Д           | Н/Д           | 2:02:56.3 | 9       |

Жінки
| Спортсменка                                              | Дисципліна             | Класичний стиль | Класичний стиль | Вільний стиль | Вільний стиль | Загалом   | Загалом |
| Спортсменка                                              | Дисципліна             | Час             | Місце           | Час           | Місце         | Час       | Місце   |
| -------------------------------------------------------- | ---------------------- | --------------- | --------------- | ------------- | ------------- | --------- | ------- |
| Розі Бреннан                                             | 10 км класичним стилем | Н/Д             | Н/Д             | Н/Д           | Н/Д           | 29:28.6   | 13      |
| Джессіка Діггінс                                         | 10 км класичним стилем | Н/Д             | Н/Д             | Н/Д           | Н/Д           | 29:15.1   | 8       |
| Нові Маккейб                                             | 10 км класичним стилем | Н/Д             | Н/Д             | Н/Д           | Н/Д           | 30:34.9   | 24      |
| Гейлі Свербул                                            | 10 км класичним стилем | Н/Д             | Н/Д             | Н/Д           | Н/Д           | 31:05.3   | 32      |
| Розі Бреннан                                             | 15 км скіатлон         | 23:32.0         | 13              | 22:48.8       | 15            | 47:05.4   | 14      |
| Джессіка Діггінс                                         | 15 км скіатлон         | 23:26.4         | 11              | 21:01.8       | 1             | 45:04.2   | 6       |
| Джулія Керн                                              | 15 км скіатлон         | 26:31.7         | 53              | 24:53.7       | 55            | 52:05.5   | 53      |
| Гейлі Свербул                                            | 15 км скіатлон         | 24:17.6         | 22              | 24:45.2       | 54            | 49:42.5   | 40      |
| Розі Бреннан                                             | 30 км вільним стилем   | Н/Д             | Н/Д             | Н/Д           | Н/Д           | 1:27:32.7 | 6       |
| Джессіка Діггінс                                         | 30 км вільним стилем   | Н/Д             | Н/Д             | Н/Д           | Н/Д           | 1:26:37.3 | 2       |
| Софія Локлі                                              | 30 км вільним стилем   | Н/Д             | Н/Д             | Н/Д           | Н/Д           | 1:31:21.2 | 15      |
| Нові Маккейб                                             | 30 км вільним стилем   | Н/Д             | Н/Д             | Н/Д           | Н/Д           | 1:31:22.5 | 18      |
| Розі Бреннан Джессіка Діггінс Нові Маккейб Гейлі Свербул | естафета 4×5 км        | Н/Д             | Н/Д             | Н/Д           | Н/Д           | 55:09.2   | 6       |

Спринт

Чоловіки
| Спортсмен                    | Дисципліна       | Кваліфікація | Кваліфікація | Чвертьфінал | Чвертьфінал | Півфінал    | Півфінал    | Фінал       | Фінал |
| Спортсмен                    | Дисципліна       | Час          | Місце        | Час         | Місце       | Час         | Місце       | Час         | Місце |
| ---------------------------- | ---------------- | ------------ | ------------ | ----------- | ----------- | ----------- | ----------- | ----------- | ----- |
| Кевін Болджер                | Спринт           | 2:52.50      | 22 Q         | 2:58.54     | 4           | Не потрапив | Не потрапив | Не потрапив | 17    |
| Люк Джеґер                   | Спринт           | 2:54.44      | 30 Q         | 2:59.14     | 5           | Не потрапив | Не потрапив | Не потрапив | 25    |
| Бен Оґден                    | Спринт           | 2:52.21      | 19 Q         | 2:53.00     | 4 q         | 2:53.41     | 6           | Не потрапив | 12    |
| Джей Сі Скунмейкер           | Спринт           | 2:51.15      | 13 Q         | 2:58.13     | 3           | Не потрапив | Не потрапив | Не потрапив | 15    |
| Бен Оґден Джей Сі Скунмейкер | Командний спринт | Н/Д          | Н/Д          | Н/Д         | Н/Д         | 20:11.42    | 6 q         | 20:28.07    | 9     |

Легенда кваліфікації: Q - Кваліфікувався завдяки місцю в заїзді; q - Кваліфікувався завдяки показаному часові
Жінки
| Спортсменка                   | Дисципліна       | Кваліфікація | Кваліфікація | Чвертьфінал  | Чвертьфінал  | Півфінал     | Півфінал     | Фінал        | Фінал        |
| Спортсменка                   | Дисципліна       | Час          | Місце        | Час          | Місце        | Час          | Місце        | Час          | Місце        |
| ----------------------------- | ---------------- | ------------ | ------------ | ------------ | ------------ | ------------ | ------------ | ------------ | ------------ |
| Розі Бреннан                  | Спринт           | 3:14.83      | 2 Q          | 3:17.90      | 2 Q          | 3:13.29      | 4 q          | 3:14.17      | 4            |
| Джессіка Діггінс              | Спринт           | 3:17.72      | 5 Q          | 3:16.30      | 1 Q          | 3:15.63      | 2 Q          | 3:12.84      | 3            |
| Ганна Галворсен               | Спринт           | 3:29.13      | 43           | Не потрапила | Не потрапила | Не потрапила | Не потрапила | Не потрапила | Не потрапила |
| Джулія Керн                   | Спринт           | 3:20.69      | 14 Q         | 3:21.68      | 4            | Не потрапила | Не потрапила | Не потрапила | 18           |
| Розі Бреннан Джессіка Діггінс | Командний спринт | Н/Д          | Н/Д          | Н/Д          | Н/Д          | 23:06.1      | 2 Q          | 22:22.7      | 5            |

Легенда кваліфікації: Q - Кваліфікувався завдяки місцю в заїзді; q - Кваліфікувався завдяки показаному часові

## Керлінг
Підсумок
| Збірна                                                             | Дисципліна          | Груповий етап                      | Груповий етап      | Груповий етап               | Груповий етап                | Груповий етап       | Груповий етап              | Груповий етап         | Груповий етап         | Груповий етап               | Груповий етап | Півфінал                    | Фінал / БМ         | Фінал / БМ   |
| Збірна                                                             | Дисципліна          | Суперник Рахунок                   | Суперник Рахунок   | Суперник Рахунок            | Суперник Рахунок             | Суперник Рахунок    | Суперник Рахунок           | Суперник Рахунок      | Суперник Рахунок      | Суперник Рахунок            | Місце         | Суперник Рахунок            | Суперник Рахунок   | Місце        |
| ------------------------------------------------------------------ | ------------------- | ---------------------------------- | ------------------ | --------------------------- | ---------------------------- | ------------------- | -------------------------- | --------------------- | --------------------- | --------------------------- | ------------- | --------------------------- | ------------------ | ------------ |
| Джон Шустер Кріс Плайс Метт Гемілтон Джон Ландстейнер Колін Гафмен | Чоловічий турнір    | Олімпійський комітет Росії · W 6–5 | Швеція (SWE) L 4–7 | Велика Британія (GBR) W 9–7 | Норвегія (NOR) L 6–7         | Канада (CAN) L 5–10 | Китай (CHN) W 8–6          | Швейцарія (SUI) W 7–4 | Італія (ITA) L 4–10   | Данія (DEN) W 7–5           | 4 Q           | Велика Британія (GBR) L 4–8 | Канада (CAN) L 5–8 | 4            |
| Табіта Пітерсон Ніна Рот Бекка Гемілтон Тара Пітерсон Ейлін Ґевінґ | Жіночий турнір      | Олімпійський комітет Росії · W 9–3 | Данія (DEN) W 7–5  | Китай (CHN) W 8–4           | Велика Британія (GBR) L 5–10 | Швеція (SWE) L 4–10 | Південна Корея (KOR) W 8–6 | Швейцарія (SUI) L 6–9 | Канада (CAN) L 6–7    | Японія (JPN) L 7–10         | 6             | Не потрапили                | Не потрапили       | Не потрапили |
| Вікі Персінджер Кріс Плайс                                         | Турнір змішаних пар | Австралія (AUS) W 6–5              | Італія (ITA) L 4–8 | Норвегія (NOR) L 6–11       | Швеція (SWE) W 8–7           | Китай (CHN) W 7–5   | Канада (CAN) L 2–7         | Чехія (CZE) L 8–10    | Швейцарія (SUI) L 5–6 | Велика Британія (GBR) L 4–8 | 8             | Не потрапили                | Не потрапили       | Не потрапили |

### Чоловічий турнір
Чоловіча збірна США (п'ять спортсменів) кваліфікувалася на Ігри завдяки потраплянню до першої шістки на Чемпіонаті світу 2021 року. Команда Джона Шустера здобула право представляти США, перемігши на Американському відбірковому турнірі з керлінгу команду Корі Дропкіна з рахунком 2-1 у матчі до двох виграних ендів.
Після 12-ї сесії
| Легенда | Легенда             |
| ------- | ------------------- |
|         | Потрапили до плейоф |

| Країна                     | Скіп             | В | П | В–П      | КЗ | КП | ВЕ | ПЕ | ОЕ | ВЕ | ККД | DSC   |
| -------------------------- | ---------------- | - | - | -------- | -- | -- | -- | -- | -- | -- | --- | ----- |
| Велика Британія            | Брюс Моует       | 8 | 1 | –        | 63 | 44 | 39 | 31 | 5  | 10 | 88% | 18.81 |
| Швеція                     | Ніклас Едін      | 7 | 2 | –        | 64 | 44 | 43 | 30 | 10 | 11 | 86% | 14.02 |
| Канада                     | Бред Ґушу        | 5 | 4 | 1–0      | 58 | 50 | 34 | 38 | 7  | 7  | 84% | 26.49 |
| США                        | Джон Шустер      | 5 | 4 | 0–1      | 56 | 61 | 35 | 41 | 4  | 5  | 83% | 32.29 |
| Китай                      | Ма Сююе          | 4 | 5 | 2–1; 1–0 | 59 | 62 | 39 | 36 | 6  | 4  | 85% | 23.55 |
| Норвегія                   | Стеффен Вальстад | 4 | 5 | 2–1; 0–1 | 58 | 53 | 40 | 36 | 0  | 11 | 84% | 20.96 |
| Швейцарія                  | Петер де Круз    | 4 | 5 | 1–2; 1–0 | 51 | 54 | 33 | 38 | 13 | 3  | 84% | 15.74 |
| Олімпійський комітет Росії | Сергій Глухов    | 4 | 5 | 1–2; 0–1 | 58 | 58 | 33 | 38 | 6  | 6  | 81% | 33.72 |
| Італія                     | Жоель Реторна    | 3 | 6 | –        | 59 | 65 | 36 | 35 | 3  | 8  | 82% | 30.76 |
| Данія                      | Міккель Краусе   | 1 | 8 | –        | 36 | 71 | 30 | 39 | 3  | 2  | 78% | 32.84 |

Коловий турнір

США пропускали 4-ту, 8-му і 11-ту сесії.
| Майданчик B                         | 1 | 2 | 3 | 4 | 5 | 6 | 7 | 8 | 9 | 10 | 11 | Загалом |
| США (Шустер)                        | 1 | 0 | 0 | 0 | 1 | 1 | 0 | 2 | 0 | 0  | 1  | 6       |
| Олімпійський комітет Росії (Глухов) | 0 | 0 | 1 | 2 | 0 | 0 | 1 | 0 | 0 | 1  | 0  | 5       |

| Майданчик A   | 1 | 2 | 3 | 4 | 5 | 6 | 7 | 8 | 9 | 10 | Загалом |
| США (Шустер)  | 1 | 0 | 1 | 0 | 0 | 2 | 0 | 0 | 0 | X  | 4       |
| Швеція (Едін) | 0 | 2 | 0 | 2 | 1 | 0 | 1 | 1 | 0 | X  | 7       |

| Майданчик B             | 1 | 2 | 3 | 4 | 5 | 6 | 7 | 8 | 9 | 10 | Загалом |
| Велика Британія (Моует) | 0 | 0 | 2 | 0 | 2 | 2 | 0 | 1 | 0 | X  | 7       |
| США (Шустер)            | 0 | 2 | 0 | 3 | 0 | 0 | 2 | 0 | 2 | X  | 9       |

| Майданчик D         | 1 | 2 | 3 | 4 | 5 | 6 | 7 | 8 | 9 | 10 | Загалом |
| США (Шустер)        | 0 | 2 | 0 | 1 | 0 | 0 | 2 | 0 | 0 | 1  | 6       |
| Норвегія (Вальстад) | 1 | 0 | 1 | 0 | 2 | 2 | 0 | 1 | 0 | 0  | 7       |

| Майданчик C   | 1 | 2 | 3 | 4 | 5 | 6 | 7 | 8 | 9 | 10 | Загалом |
| США (Шустер)  | 0 | 0 | 1 | 0 | 0 | 3 | 0 | 1 | 0 | X  | 5       |
| Канада (Ґушу) | 1 | 4 | 0 | 1 | 1 | 0 | 1 | 0 | 2 | X  | 10      |

| Майданчик D  | 1 | 2 | 3 | 4 | 5 | 6 | 7 | 8 | 9 | 10 | Загалом |
| Китай (Ма)   | 1 | 0 | 1 | 0 | 1 | 0 | 0 | 2 | 1 | 0  | 6       |
| США (Шустер) | 0 | 2 | 0 | 3 | 0 | 2 | 0 | 0 | 0 | 1  | 8       |

| Майданчик C         | 1 | 2 | 3 | 4 | 5 | 6 | 7 | 8 | 9 | 10 | Загалом |
| Швейцарія (де Круз) | 1 | 0 | 0 | 1 | 0 | 2 | 0 | 0 | 0 | X  | 4       |
| США (Шустер)        | 0 | 2 | 0 | 0 | 1 | 0 | 2 | 1 | 1 | X  | 7       |

| Майданчик B      | 1 | 2 | 3 | 4 | 5 | 6 | 7 | 8 | 9 | 10 | Загалом |
| Італія (Реторна) | 1 | 0 | 2 | 0 | 2 | 0 | 1 | 4 | X | X  | 10      |
| США (Шустер)     | 0 | 2 | 0 | 1 | 0 | 1 | 0 | 0 | X | X  | 4       |

| Майданчик A    | 1 | 2 | 3 | 4 | 5 | 6 | 7 | 8 | 9 | 10 | Загалом |
| Данія (Краусе) | 1 | 1 | 0 | 0 | 1 | 0 | 0 | 0 | 2 | X  | 5       |
| США (Шустер)   | 0 | 0 | 2 | 3 | 0 | 0 | 1 | 1 | 0 | X  | 7       |

Півфінал

Четвер, 17 лютого, 20:05
| Майданчик C             | 1 | 2 | 3 | 4 | 5 | 6 | 7 | 8 | 9 | 10 | Загалом |
| США (Шустер)            | 0 | 2 | 0 | 2 | 0 | 0 | 0 | 0 | 0 | 0  | 4       |
| Велика Британія (Моует) | 0 | 0 | 3 | 0 | 2 | 0 | 0 | 0 | 1 | 2  | 8       |

Матч за бронзові медалі

П'ятниця, 18 лютого, 14:05
| Майданчик B   | 1 | 2 | 3 | 4 | 5 | 6 | 7 | 8 | 9 | 10 | Загалом |
| США (Шустер)  | 0 | 1 | 0 | 2 | 0 | 2 | 0 | 0 | 0 | X  | 5       |
| Канада (Ґушу) | 2 | 0 | 1 | 0 | 1 | 0 | 0 | 2 | 2 | X  | 8       |

### Жіночий турнір
Жіноча збірна США (п'ять спортсменок) кваліфікувалася на Ігри завдяки потраплянню до першої шістки на Чемпіонаті світу 2021 року. Команда Табіти Пітерсон здобула право представляти США, перемігши на Американському відбірковому турнірі з керлінгу команду Корі Крістенсен з рахунком 2–0 у матчі до двох виграних ендів.
Після 12-ї сесії
| Легенда | Легенда             |
| ------- | ------------------- |
|         | Потрапили до плейоф |

| Країна                     | Скіп               | В | П | В–П | КЗ | КП | ВЕ | ПЕ | ОЕ | ВЕ | ККД   | DSC   |
| -------------------------- | ------------------ | - | - | --- | -- | -- | -- | -- | -- | -- | ----- | ----- |
| Швейцарія                  | Сільвана Тірінзоні | 8 | 1 | –   | 67 | 46 | 44 | 36 | 4  | 12 | 81.6% | 19.14 |
| Швеція                     | Анна Гассельборг   | 7 | 2 | –   | 64 | 49 | 39 | 35 | 6  | 12 | 82.0% | 25.02 |
| Велика Британія            | Ів Мюргед          | 5 | 4 | 1–1 | 63 | 47 | 39 | 33 | 4  | 9  | 80.6% | 35.27 |
| Японія                     | Сацукі Фудзісава   | 5 | 4 | 1–1 | 64 | 62 | 40 | 36 | 2  | 13 | 82.3% | 36.00 |
| Канада                     | Дженніфер Джонс    | 5 | 4 | 1–1 | 71 | 59 | 42 | 41 | 1  | 14 | 80.4% | 45.44 |
| США                        | Табіта Пітерсон    | 4 | 5 | 2–0 | 60 | 64 | 40 | 39 | 2  | 12 | 79.5% | 33.87 |
| Китай                      | Хань Юй            | 4 | 5 | 1–1 | 56 | 67 | 38 | 41 | 3  | 10 | 79.6% | 30.06 |
| Південна Корея             | Кім Ин Джон        | 4 | 5 | 0–2 | 62 | 66 | 40 | 42 | 3  | 10 | 80.8% | 27.79 |
| Данія                      | Мадлен Дюпон       | 2 | 7 | –   | 50 | 68 | 33 | 41 | 7  | 0  | 77.2% | 23.36 |
| Олімпійський комітет Росії | Аліна Ковальова    | 1 | 8 | –   | 50 | 79 | 34 | 45 | 2  | 7  | 78.9% | 29.34 |

Коловий турнір

Збірна США пропускала 4-ту, 8-му і 12-ту сесії.
| Майданчик D                            | 1 | 2 | 3 | 4 | 5 | 6 | 7 | 8 | 9 | 10 | Загалом |
| Олімпійський комітет Росії (Ковальова) | 0 | 1 | 0 | 0 | 0 | 2 | 0 | X | X | X  | 3       |
| США (Пітерсон)                         | 2 | 0 | 1 | 1 | 2 | 0 | 3 | X | X | X  | 9       |

| Майданчик C    | 1 | 2 | 3 | 4 | 5 | 6 | 7 | 8 | 9 | 10 | Загалом |
| США (Пітерсон) | 1 | 0 | 2 | 0 | 0 | 1 | 0 | 2 | 0 | 1  | 7       |
| Данія (Дюпон)  | 0 | 1 | 0 | 2 | 0 | 0 | 1 | 0 | 1 | 0  | 5       |

| Майданчик A    | 1 | 2 | 3 | 4 | 5 | 6 | 7 | 8 | 9 | 10 | Загалом |
| США (Пітерсон) | 2 | 0 | 1 | 1 | 1 | 1 | 0 | 2 | 0 | X  | 8       |
| Китай (Хань)   | 0 | 1 | 0 | 0 | 0 | 0 | 2 | 0 | 1 | X  | 4       |

| Майданчик C              | 1 | 2 | 3 | 4 | 5 | 6 | 7 | 8 | 9 | 10 | Загалом |
| Велика Британія (Мюргед) | 2 | 2 | 0 | 0 | 1 | 0 | 2 | 0 | 3 | X  | 10      |
| США (Пітерсон)           | 0 | 0 | 0 | 2 | 0 | 2 | 0 | 1 | 0 | X  | 5       |

| Майданчик B          | 1 | 2 | 3 | 4 | 5 | 6 | 7 | 8 | 9 | 10 | Загалом |
| США (Пітерсон)       | 0 | 0 | 2 | 1 | 0 | 0 | 1 | 0 | 0 | X  | 4       |
| Швеція (Гассельборґ) | 0 | 2 | 0 | 0 | 1 | 2 | 0 | 2 | 3 | X  | 10      |

| Майданчик D          | 1 | 2 | 3 | 4 | 5 | 6 | 7 | 8 | 9 | 10 | Загалом |
| США (Пітерсон)       | 0 | 0 | 1 | 0 | 1 | 3 | 0 | 2 | 0 | 1  | 8       |
| Південна Корея (Кім) | 0 | 1 | 0 | 1 | 0 | 0 | 2 | 0 | 2 | 0  | 6       |

| Майданчик C           | 1 | 2 | 3 | 4 | 5 | 6 | 7 | 8 | 9 | 10 | Загалом |
| США (Пітерсон)        | 1 | 0 | 1 | 1 | 0 | 1 | 0 | 2 | 0 | 0  | 6       |
| Швейцарія (Тірінзоні) | 0 | 2 | 0 | 0 | 1 | 0 | 1 | 0 | 4 | 1  | 9       |

| Майданчик A    | 1 | 2 | 3 | 4 | 5 | 6 | 7 | 8 | 9 | 10 | Загалом |
| Канада (Джонс) | 0 | 2 | 2 | 0 | 0 | 1 | 1 | 0 | 0 | 1  | 7       |
| США (Пітерсон) | 1 | 0 | 0 | 1 | 1 | 0 | 0 | 2 | 1 | 0  | 6       |

| Майданчик B        | 1 | 2 | 3 | 4 | 5 | 6 | 7 | 8 | 9 | 10 | Загалом |
| Японія (Фудзісава) | 1 | 3 | 0 | 2 | 0 | 1 | 0 | 2 | 1 | X  | 10      |
| США (Пітерсон)     | 0 | 0 | 2 | 0 | 1 | 0 | 4 | 0 | 0 | X  | 7       |

### Турнір змішаних пар
Американська змішана пара (спортсмен і спортсменка) кваліфікувалися на Ігри завдяки тому, що посіли одне з перших двох місць на Олімпійських кваліфікаційних змаганнях 2021. Пара Вікі Персінджер і Кріс Плайс здобула право представляти США, перемігши у фіналі Американського відбіркового турніру з керлінгу пару Джеймі Сінклер і Річа Руогонена з рахунком 7–6.
Підсумкове положення в коловому турнірі.
| Легенда | Легенда             |
| ------- | ------------------- |
|         | Потрапили до плейоф |

| Країна          | Спортсмени                            | В | П | В–П | КЗ | КП | ВЕ | ПЕ | ОЕ | ВЕ | ККД | DSC   |
| --------------- | ------------------------------------- | - | - | --- | -- | -- | -- | -- | -- | -- | --- | ----- |
| Італія          | Стефанія Константіні / Амос Мозанер   | 9 | 0 | –   | 79 | 48 | 43 | 28 | 0  | 17 | 79% | 25.34 |
| Норвегія        | Крістін Скаслієн / Магнус Недреготтен | 6 | 3 | 1–0 | 68 | 50 | 40 | 28 | 0  | 15 | 82% | 24.48 |
| Велика Британія | Дженніфер Доддс / Брюс Моует          | 6 | 3 | 0–1 | 60 | 50 | 38 | 33 | 0  | 12 | 79% | 22.48 |
| Швеція          | Альміда де Валь / Оскар Ерікссон      | 5 | 4 | 1–0 | 55 | 54 | 35 | 33 | 0  | 10 | 76% | 21.77 |
| Канада          | Рейчел Гомен / Джон Морріс            | 5 | 4 | 0–1 | 57 | 54 | 33 | 39 | 0  | 8  | 78% | 53.73 |
| Чехія           | Зузана Паулова / Томаш Паул           | 4 | 5 | –   | 50 | 65 | 29 | 39 | 1  | 7  | 75% | 33.41 |
| Швейцарія       | Женні Перре / Мартін Ріос             | 3 | 6 | 1–0 | 55 | 58 | 32 | 39 | 0  | 6  | 73% | 39.04 |
| США             | Вікі Персінджер / Кріс Плайс          | 3 | 6 | 0–1 | 50 | 67 | 34 | 36 | 0  | 9  | 74% | 27.29 |
| Китай           | Фань Суюань / Лін Чжи                 | 2 | 7 | 1–0 | 51 | 64 | 34 | 36 | 0  | 7  | 74% | 17.81 |
| Австралія       | Талі Ґілл / Дін Г'юїтт                | 2 | 7 | 0–1 | 52 | 67 | 31 | 38 | 1  | 8  | 72% | 50.51 |

Коловий турнір

США пропускали 4-ту, 5-ту, 7-му і 11-ту сесії.
| Майданчик B               | 1 | 2 | 3 | 4 | 5 | 6 | 7 | 8 | Загалом |
| Австралія (Ґілл / Г'юїтт) | 1 | 0 | 1 | 0 | 0 | 3 | 0 | 0 | 5       |
| США (Персінджер / Плайс)  | 0 | 1 | 0 | 1 | 1 | 0 | 2 | 1 | 6       |

| Майданчик C                    | 1 | 2 | 3 | 4 | 5 | 6 | 7 | 8 | Загалом |
| США (Персінджер / Плайс)       | 1 | 0 | 0 | 1 | 1 | 1 | 0 | 0 | 4       |
| Італія (Константіні / Мозанер) | 0 | 4 | 1 | 0 | 0 | 0 | 1 | 2 | 8       |

| Майданчик B                       | 1 | 2 | 3 | 4 | 5 | 6 | 7 | 8 | Загалом |
| США (Персінджер / Плайс)          | 1 | 0 | 2 | 0 | 3 | 0 | 0 | 0 | 6       |
| Норвегія (Скаслієн / Недреґоттен) | 0 | 1 | 0 | 2 | 0 | 3 | 3 | 2 | 11      |

| Майданчик D                 | 1 | 2 | 3 | 4 | 5 | 6 | 7 | 8 | 9 | Загалом |
| Швеція (де Валь / Ерікссон) | 1 | 0 | 1 | 0 | 0 | 3 | 0 | 2 | 0 | 7       |
| США (Персінджер / Плайс)    | 0 | 1 | 0 | 1 | 2 | 0 | 3 | 0 | 1 | 8       |

| Майданчик A              | 1 | 2 | 3 | 4 | 5 | 6 | 7 | 8 | Загалом |
| Китай (Фань / Лін)       | 0 | 1 | 0 | 2 | 0 | 2 | 0 | X | 5       |
| США (Персінджер / Плайс) | 2 | 0 | 1 | 0 | 3 | 0 | 1 | X | 7       |

| Майданчик D              | 1 | 2 | 3 | 4 | 5 | 6 | 7 | 8 | Загалом |
| США (Персінджер / Плайс) | 1 | 0 | 1 | 0 | 0 | 0 | 0 | X | 2       |
| Канада (Гомен / Морріс)  | 0 | 1 | 0 | 1 | 1 | 1 | 3 | X | 7       |

| Майданчик A              | 1 | 2 | 3 | 4 | 5 | 6 | 7 | 8 | Загалом |
| США (Персінджер / Плайс) | 1 | 0 | 3 | 0 | 3 | 0 | 1 | 0 | 8       |
| Чехія (Паулова / Паул)   | 0 | 3 | 0 | 4 | 0 | 0 | 0 | 3 | 10      |

| Майданчик C              | 1 | 2 | 3 | 4 | 5 | 6 | 7 | 8 | Загалом |
| Швейцарія (Перре / Ріос) | 3 | 0 | 0 | 1 | 0 | 1 | 0 | 1 | 6       |
| США (Персінджер / Плайс) | 0 | 1 | 1 | 0 | 1 | 0 | 2 | 0 | 5       |

| Майданчик C                     | 1 | 2 | 3 | 4 | 5 | 6 | 7 | 8 | Загалом |
| США (Персінджер / Плайс)        | 0 | 1 | 0 | 0 | 2 | 1 | 0 | 0 | 4       |
| Велика Британія (Доддс / Моует) | 3 | 0 | 1 | 1 | 0 | 0 | 1 | 2 | 8       |

## Фігурне катання
На Чемпіонаті світу 2021 року в Стокгольмі збірна США здобула по два квотні місця в чоловічому одиночному катанні, жіночому одиночному катанні та парному катанні, а також три квотні місця в танцях на льоду. Треті квотні місця в чоловічому та жіночому одиночному катанні здобуто на cS Nebelhorn Trophy 2021.
Вінсент Чжоу знявся зі змагань через позитивний тест на Ковід-19.
Одиночне катання
| Спортсмен     | Дисципліна                   | КП        | КП    | ДП          | ДП          | Загалом     | Загалом     |
| Спортсмен     | Дисципліна                   | Бали      | Місце | Бали        | Місце       | Бали        | Місце       |
| ------------- | ---------------------------- | --------- | ----- | ----------- | ----------- | ----------- | ----------- |
| Джейсон Браун | Одиночні змагання (чоловіки) | 97.24     | 6 Q   | 184.00      | 6           | 281.24      | 6           |
| Натан Чен     | Одиночні змагання (чоловіки) | 113.97 WR | 1 Q   | 218.63      | 1           | 332.60      | 1           |
| Вінсент Чжоу  | Одиночні змагання (чоловіки) | НС        | НС    | Не потрапив | Не потрапив | Не потрапив | Не потрапив |
| Мерайя Белл   | Одиночні змагання (жінки)    | 65.38     | 11 Q  | 136.92      | 8           | 202.30      | 10          |
| Карен Чен     | Одиночні змагання (жінки)    | 64.11     | 13 Q  | 115.82      | 17          | 179.94      | 16          |
| Аліса Лю      | Одиночні змагання (жінки)    | 69.50     | 8 Q   | 139.45      | 7           | 208.95      | 7           |

Змішані
| Спортсмени                           | Дисципліна     | КП / РТ | КП / РТ | ДП / ДТ | ДП / ДТ | Загалом | Загалом |
| Спортсмени                           | Дисципліна     | Бали    | Місце   | Бали    | Місце   | Бали    | Місце   |
| ------------------------------------ | -------------- | ------- | ------- | ------- | ------- | ------- | ------- |
| Ешлі Кейн-Ґріббл Тімоті Ледюк        | Пари           | 74.13   | 7 Q     | 123.92  | 9       | 198.05  | 8       |
| Алекса Шимека Кнірім Брендон Фрейзер | Пари           | 74.23   | 6 Q     | 138.45  | 7       | 212.68  | 6       |
| Медісон Чок Еван Бейтс               | Танці на льоду | 84.14   | 4 Q     | 130.63  | 4       | 214.77  | 4       |
| Кейтлін Гаваєк Жан-Люк Бейкер        | Танці на льоду | 74.58   | 11 Q    | 115.16  | 10      | 189.74  | 11      |
| Медісон Хаббелл Закарі Донохью       | Танці на льоду | 87.13   | 3 Q     | 130.89  | 3       | 218.02  | 3       |

Команді
| Спортсмени | Дисципліна      | Коротка програма / Ритмічний танець | Коротка програма / Ритмічний танець | Коротка програма / Ритмічний танець | Коротка програма / Ритмічний танець | Коротка програма / Ритмічний танець | Коротка програма / Ритмічний танець | Довільне катання / Довільний танець | Довільне катання / Довільний танець | Довільне катання / Довільний танець | Довільне катання / Довільний танець | Загалом | Загалом |
| Спортсмени | Дисципліна      | Чоловіки                            | Жінки                               | Пари                                | Танці на льоду                      | Загалом                             | Загалом                             | Чоловіки                            | Жінки                               | Пари                                | Танці на льоду                      | Загалом | Загалом |
| Спортсмени | Дисципліна      | Бали Командні бали                  | Бали Командні бали                  | Бали Командні бали                  | Бали Командні бали                  | Бали                                | Місце                               | Бали Командні бали                  | Бали Командні бали                  | Бали Командні бали                  | Бали Командні бали                  | Бали    | Місце   |
| --- | --------------- | ----------------------------------- | ----------------------------------- | ----------------------------------- | ----------------------------------- | ----------------------------------- | ----------------------------------- | ----------------------------------- | ----------------------------------- | ----------------------------------- | ----------------------------------- | ------- | ------- |
| Натан Чен (M) (SP) Вінсент Чжоу (M) (FS) Карен Чен (W) Алекса Шимека Кнірім / Брендон Фрейзер (P) Медісон Хаббелл / Закарі Донохью (ID) (RD) Медісон Чок / Еван Бейтс (ID) (FD) | Змішані команди | 111.71 10                           | 65.20 6                             | 75.00 8                             | 86.56 10                            | 34                                  | 2 Q                                 | 171.44 8                            | 131.52 7                            | 128.97 6                            | 129.07 10                           | 65      | 1       |

США виграли срібні медалі в командних змаганнях з фігурного катання, які не були вручені на Олімпіаді через незавершене розслідування російського допінгового скандалу за участю золотої медалістки Каміли Валієвої. Остаточне рішення було оголошено на початку 2024 року. Спортивний арбітражний суд (CAS) дискваліфікував Валієву та рекомендував Міжнародному олімпійському комітету (МОК) підвищити команду США до «золота», що це вдалося, довівши кількість золотих медалей країни до дев'яти.

## Фристайл
Від США на Ігри кваліфікувалися максимально можливі 16 чоловіків і 16 жінок, а отже й команда в змішаних змаганнях з акробатики.
Марін Гемілл потрапила до фіналу в слоупстайлі, але не змогла взяти в ньому участь через травму.
Акробатика

Чоловіки
| Спортсмен        | Дисципліна | Кваліфікація | Кваліфікація | Кваліфікація   | Кваліфікація   | Фінал       | Фінал       | Фінал       | Фінал       |
| Спортсмен        | Дисципліна | 1-й стрибок  | 1-й стрибок  | 2-й стрибок    | 2-й стрибок    | 1-й стрибок | 1-й стрибок | 2-й стрибок | 2-й стрибок |
| Спортсмен        | Дисципліна | Бали         | Місце        | Бали           | Місце          | Бали        | Місце       | Бали        | Місце       |
| ---------------- | ---------- | ------------ | ------------ | -------------- | -------------- | ----------- | ----------- | ----------- | ----------- |
| Крістофер Лілліс | Акробатика | 119.91       | 6 Q          | не брав участі | не брав участі | 125.67      | 3 Q         | 103.00      | 6           |
| Ерік Лоугрен     | Акробатика | 121.24       | 4 Q          | не брав участі | не брав участі | 111.95      | 12          | Не потрапив | Не потрапив |
| Джастін Шунефелд | Акробатика | 118.59       | 8            | 105.88         | 5 Q            | 123.53      | 6 Q         | 106.50      | 5           |

Жінки
| Спортсменка    | Дисципліна | Кваліфікація | Кваліфікація | Кваліфікація   | Кваліфікація   | Фінал        | Фінал        | Фінал        | Фінал        |
| Спортсменка    | Дисципліна | 1-й стрибок  | 1-й стрибок  | 2-й стрибок    | 2-й стрибок    | 1-й стрибок  | 1-й стрибок  | 2-й стрибок  | 2-й стрибок  |
| Спортсменка    | Дисципліна | Бали         | Місце        | Бали           | Місце          | Бали         | Місце        | Бали         | Місце        |
| -------------- | ---------- | ------------ | ------------ | -------------- | -------------- | ------------ | ------------ | ------------ | ------------ |
| Ешлі Колдуелл  | Акробатика | 101.31       | 2 Q          | не брав участі | не брав участі | 105.60       | 1 Q          | 83.71        | 4            |
| Калія Кун      | Акробатика | 84.24        | 8            | 86.62          | 3 Q            | 85.68        | 8            | Не потрапила | Не потрапила |
| Меґан Нік      | Акробатика | 89.18        | 7            | 89.18          | 2 Q            | 95.17        | 5 Q          | 93.76        | 3            |
| Вінтер Вінецкі | Акробатика | 78.96        | 13           | 78.96          | 9              | Не потрапила | Не потрапила | Не потрапила | 15           |

Змішані
| Спортсмени                                      | Дисципліна                   | 1-й стрибок | 1-й стрибок | 2-й стрибок | 2-й стрибок |
| Спортсмени                                      | Дисципліна                   | Бали        | Місце       | Бали        | Місце       |
| ----------------------------------------------- | ---------------------------- | ----------- | ----------- | ----------- | ----------- |
| Ешлі Колдуелл Крістофер Лілліс Джастін Шунефелд | Акробатика (змішані команди) | 330.55      | 2 Q         | 338.34      | 1           |

Фріскіїнґ

Чоловіки
| Спортсмен       | Дисципліна | Кваліфікація | Кваліфікація | Кваліфікація | Кваліфікація | Кваліфікація | Фінал       | Фінал       | Фінал       | Фінал       | Фінал       |
| Спортсмен       | Дисципліна | 1-ша спроба  | 2-га спроба  | 3-тя спроба  | Найкраща     | Місце        | 1-ша спроба | 2-га спроба | 3-тя спроба | Найкраща    | Місце       |
| --------------- | ---------- | ------------ | ------------ | ------------ | ------------ | ------------ | ----------- | ----------- | ----------- | ----------- | ----------- |
| Мак Форегенд    | Біг-ейр    | 77.75        | 92.00        | 79.00        | 171.00       | 8 Q          | 60.75       | 19.50       | 42.00       | 80.25       | 11          |
| Нік Геппер      | Біг-ейр    | 78.25        | 49.50        | 21.75        | 127.75       | 22           | Не потрапив | Не потрапив | Не потрапив | Не потрапив | Не потрапив |
| Алекс Голл      | Біг-ейр    | 87.00        | 90.75        | 89.50        | 180.25       | 2 Q          | 68.25       | 92.50       | 27.00       | 160.75      | 8           |
| Колбі Стівенсон | Біг-ейр    | 83.75        | 90.50        | 56.00        | 174.25       | 5 Q          | 34.75       | 91.75       | 91.25       | 183.00      | 2           |
| Аарон Бланк     | Хафпайп    | 26.25        | 92.00        | Н/Д          | 92.00        | 1 Q          | 70.25       | 78.25       | 13.50       | 78.25       | 7           |
| Алекс Феррейра  | Хафпайп    | 84.25        | 69.50        | Н/Д          | 84.25        | 7 Q          | 86.75       | 83.75       | 67.75       | 86.75       | 3           |
| Бірк Ірвінґ     | Хафпайп    | 83.25        | 89.75        | Н/Д          | 89.75        | 3 Q          | 80.00       | 32.50       | 48.00       | 80.00       | 5           |
| Девід Вайс      | Хафпайп    | 88.75        | 89.00        | Н/Д          | 89.00        | 4 Q          | 90.75       | 7.75        | 40.00       | 90.75       | 2           |
| Мак Форегенд    | Слоупстайл | 51.21        | 37.80        | Н/Д          | 51.21        | 20           | Не потрапив | Не потрапив | Не потрапив | Не потрапив | Не потрапив |
| Нік Геппер      | Слоупстайл | 82.51        | 80.23        | Н/Д          | 82.51        | 3 Q          | 45.75       | 86.48       | 53.45       | 86.48       | 2           |
| Алекс Голл      | Слоупстайл | 79.13        | 40.60        | Н/Д          | 79.13        | 5 Q          | 90.01       | 86.38       | 31.41       | 90.01       | 1           |
| Колбі Стівенсон | Слоупстайл | 78.01        | 35.80        | Н/Д          | 78.01        | 6 Q          | 74.48       | 41.73       | 55.18       | 74.48       | 7           |

Жінки
| Спортсменка     | Дисципліна | Кваліфікація | Кваліфікація | Кваліфікація | Кваліфікація | Кваліфікація | Фінал        | Фінал        | Фінал        | Фінал        | Фінал        |
| Спортсменка     | Дисципліна | 1-ша спроба  | 2-га спроба  | 3-тя спроба  | Найкраща     | Місце        | 1-ша спроба  | 2-га спроба  | 3-тя спроба  | Найкраща     | Місце        |
| --------------- | ---------- | ------------ | ------------ | ------------ | ------------ | ------------ | ------------ | ------------ | ------------ | ------------ | ------------ |
| Керолайн Клер   | Біг-ейр    | 20.00        | 17.25        | НС           | 20.00        | 24           | Не потрапила | Не потрапила | Не потрапила | Не потрапила | Не потрапила |
| Марін Гемілл    | Біг-ейр    | 61.50        | 66.00        | 66.25        | 132.25       | 14           | Не потрапила | Не потрапила | Не потрапила | Не потрапила | Не потрапила |
| Даріан Стівенс  | Біг-ейр    | 84.75        | 10.00        | 67.25        | 152.00       | 8 Q          | 56.75        | 50.75        | 18.25        | 75.00        | 11           |
| Меггі Войсін    | Біг-ейр    | 16.25        | 60.00        | 68.00        | 128.00       | 15           | Не потрапила | Не потрапила | Не потрапила | Не потрапила | Не потрапила |
| Ганна Фаулгабер | Хафпайп    | 84.25        | 82.00        | Н/Д          | 84.25        | 9 Q          | 85.25        | 84.50        | 19.00        | 85.25        | 6            |
| Девін Логан     | Хафпайп    | 71.00        | 62.00        | Н/Д          | 71.00        | 13           | Не потрапила | Не потрапила | Не потрапила | Не потрапила | Не потрапила |
| Карлі Марґуліс  | Хафпайп    | 79.00        | 82.25        | Н/Д          | 82.25        | 10 Q         | 24.75        | 1.75         | 61.00        | 61.00        | 11           |
| Бріта Сігурні   | Хафпайп    | 80.50        | 84.50        | Н/Д          | 84.50        | 8 Q          | 70.75        | 60.00        | 12.25        | 70.75        | 10           |
| Керолайн Клер   | Слоупстайл | НС           | НС           | Н/Д          | НС           | НС           | Не потрапила | Не потрапила | Не потрапила | Не потрапила | Не потрапила |
| Марін Гемілл    | Слоупстайл | 69.43        | 37.36        | Н/Д          | 69.43        | 7 Q          | НС           | НС           | НС           | НС           | НС           |
| Даріан Стівенс  | Слоупстайл | 6.18         | 50.01        | Н/Д          | 50.01        | 18           | Не потрапила | Не потрапила | Не потрапила | Не потрапила | Не потрапила |
| Меггі Войсін    | Слоупстайл | 72.78        | 65.93        | Н/Д          | 72.78        | 4 Q          | 35.48        | 74.28        | 66.03        | 74.28        | 5            |

Могул

Чоловіки
| Спортсмен      | Дисципліна | Кваліфікація | Кваліфікація | Кваліфікація | Кваліфікація | Кваліфікація   | Кваліфікація   | Кваліфікація   | Кваліфікація   | Фінал       | Фінал       | Фінал       | Фінал       | Фінал       | Фінал       | Фінал       | Фінал       | Фінал       | Фінал       | Фінал       | Фінал       |
| Спортсмен      | Дисципліна | 1-й спуск    | 1-й спуск    | 1-й спуск    | 1-й спуск    | 2-й спуск      | 2-й спуск      | 2-й спуск      | 2-й спуск      | 1-й спуск   | 1-й спуск   | 1-й спуск   | 1-й спуск   | 2-й спуск   | 2-й спуск   | 2-й спуск   | 2-й спуск   | 3-й спуск   | 3-й спуск   | 3-й спуск   | 3-й спуск   |
| Спортсмен      | Дисципліна | Час          | Бали         | Загалом      | Місце        | Час            | Бали           | Загалом        | Місце          | Час         | Бали        | Загалом     | Місце       | Час         | Бали        | Загалом     | Місце       | Час         | Бали        | Загалом     | Місце       |
| -------------- | ---------- | ------------ | ------------ | ------------ | ------------ | -------------- | -------------- | -------------- | -------------- | ----------- | ----------- | ----------- | ----------- | ----------- | ----------- | ----------- | ----------- | ----------- | ----------- | ----------- | ----------- |
| Коул Макдоналд | Могул      | 25.41        | 61.78        | 76.27        | 5 Q          | не брав участі | не брав участі | не брав участі | не брав участі | 25.29       | 61.13       | 75.78       | 14          | Не потрапив | Не потрапив | Не потрапив | Не потрапив | Не потрапив | Не потрапив | Не потрапив | Не потрапив |
| Нік Пейдж      | Могул      | 24.36        | 54.83        | 70.71        | 21           | 25.30          | 62.72          | 77.36          | 3 Q            | 25.98       | 63.06       | 76.80       | 10 Q        | 25.63       | 62.72       | 76.92       | 6 Q         | 25.68       | 64.76       | 78.90       | 5           |
| Ділан Валчук   | Могул      | 25.03        | 60.87        | 75.86        | 10 Q         | не брав участі | не брав участі | не брав участі | не брав участі | 25.13       | 60.27       | 75.13       | 16          | Не потрапив | Не потрапив | Не потрапив | Не потрапив | Не потрапив | Не потрапив | Не потрапив | Не потрапив |
| Бредлі Вілсон  | Могул      | НФ           | НФ           | НФ           | НФ           | 25.29          | 58.29          | 72.94          | 15             | Не потрапив | Не потрапив | Не потрапив | Не потрапив | Не потрапив | Не потрапив | Не потрапив | Не потрапив | Не потрапив | Не потрапив | Не потрапив | 25          |

Жінки
| Спортсменка   | Дисципліна | Кваліфікація | Кваліфікація | Кваліфікація | Кваліфікація | Кваліфікація   | Кваліфікація   | Кваліфікація   | Кваліфікація   | Фінал     | Фінал     | Фінал     | Фінал     | Фінал     | Фінал     | Фінал     | Фінал     | Фінал        | Фінал        | Фінал        | Фінал        |
| Спортсменка   | Дисципліна | 1-й спуск    | 1-й спуск    | 1-й спуск    | 1-й спуск    | 2-й спуск      | 2-й спуск      | 2-й спуск      | 2-й спуск      | 1-й спуск | 1-й спуск | 1-й спуск | 1-й спуск | 2-й спуск | 2-й спуск | 2-й спуск | 2-й спуск | 3-й спуск    | 3-й спуск    | 3-й спуск    | 3-й спуск    |
| Спортсменка   | Дисципліна | Час          | Бали         | Загалом      | Місце        | Час            | Бали           | Загалом        | Місце          | Час       | Бали      | Загалом   | Місце     | Час       | Бали      | Загалом   | Місце     | Час          | Бали         | Загалом      | Місце        |
| ------------- | ---------- | ------------ | ------------ | ------------ | ------------ | -------------- | -------------- | -------------- | -------------- | --------- | --------- | --------- | --------- | --------- | --------- | --------- | --------- | ------------ | ------------ | ------------ | ------------ |
| Олівія Ґ'яччо | Могул      | 29.56        | 63.42        | 78.11        | 4 Q          | не брав участі | не брав участі | не брав участі | не брав участі | 29.73     | 63.87     | 78.37     | 5 Q       | 29.50     | 62.81     | 77.57     | 6 Q       | 29.60        | 60.97        | 75.61        | 6            |
| Джелін Кауф   | Могул      | 26.97        | 61.54        | 79.15        | 3 Q          | не брав участі | не брав участі | не брав участі | не брав участі | 27.00     | 65.75     | 79.32     | 4 Q       | 26.49     | 61.97     | 80.12     | 2 Q       | 26.37        | 62.00        | 80.28        | 2            |
| Кай Овенс     | Могул      | НС           | НС           | НС           | НС           | 29.67          | 55.36          | 69.92          | 8 Q            | 28.34     | 59.20     | 75.26     | 6 Q       | 28.54     | 49.65     | 65.49     | 10        | Не потрапила | Не потрапила | Не потрапила | Не потрапила |
| Ганна Соар    | Могул      | 29.25        | 59.49        | 74.53        | 7 Q          | не брав участі | не брав участі | не брав участі | не брав участі | 29.70     | 59.17     | 73.70     | 11 Q      | 28.95     | 59.78     | 75.16     | 7         | Не потрапила | Не потрапила | Не потрапила | Не потрапила |

Скікрос
| Спортсмен     | Дисципліна         | № Посіву | № Посіву | 1/8 фіналу | Чвертьфінал | Півфінал    | Фінал       | Фінал |
| Спортсмен     | Дисципліна         | Час      | Місце    | Місце      | Місце       | Місце       | Місце       | Місце |
| ------------- | ------------------ | -------- | -------- | ---------- | ----------- | ----------- | ----------- | ----- |
| Тайлер Воллаш | Скікрос (чоловіки) | 1:13.55  | 24       | 4          | Не потрапив | Не потрапив | Не потрапив | 28    |

## Хокей
Від США на Ігри кваліфікувалася чоловіча збірна (25 спортсменів) і жіноча збірна (23 спортсменки).
Підсумок
| Збірна              | Дисципліна       | Груповий етап      | Груповий етап      | Груповий етап      | Груповий етап      | Груповий етап | Плейоф             | Чвертьфінал         | Півфінал           | Фінал / БМ         | Фінал / БМ |
| Збірна              | Дисципліна       | Суперник Результат | Суперник Результат | Суперник Результат | Суперник Результат | Місце         | Суперник Результат | Суперник Результат  | Суперник Результат | Суперник Результат | Місце      |
| ------------------- | ---------------- | ------------------ | ------------------ | ------------------ | ------------------ | ------------- | ------------------ | ------------------- | ------------------ | ------------------ | ---------- |
| Чоловіча збірна США | Чоловічий турнір | Китай W 8–0        | Канада W 4–2       | Німеччина W 3–2    | Н/Д                | 1 QQ          | не брав участі     | Словаччина L 2–3 SO | Не потрапили       | Не потрапили       | 5          |
| Жіноча збірна США   | Жіночий турнір   | Фінляндія W 5–2    | Росія W 5–0        | Швейцарія W 8–0    | Канада L 2–4       | 2             | Н/Д                | Чехія W 4–1         | Фінляндія W 4–1    | Канада L 2–3       | 2          |

### Чоловічий турнір
Збірна США з хокею із шайбою потрапила на Ігри завдяки своєму 6-му місцю в Світовому рейтингу ІІХФ 2019.
Склад збірної

Склад збірної оголошено 13 січня 2022 року.
Head coach: Девід Квінн
| №  | Поз. | Ім'я            | Зріст  | Вага  | Дата народження                 | Команда                     |
| -- | ---- | --------------- | ------ | ----- | ------------------------------- | --------------------------- |
| 4  | З    | Дрю Геллесон    | 1,91 м | 86 кг | 26 березня 2001 (вік 20 років)  | Boston College Eagles       |
| 5  | З    | Девід Ворсофскі | 1,75 м | 78 кг | 30 травня 1990 (вік 31 рік)     | ЕРК Інгольштадт             |
| 6  | З    | Нік Пербікс     | 1,93 м | 91 кг | 15 червня 1998 (вік 23 роки)    | St. Cloud State Huskies     |
| 8  | З    | Джейк Сандерсон | 1,88 м | 84 кг | 8 липня 2002 (вік 19 років)     | North Dakota Fighting Hawks |
| 10 | Н    | Метті Бенієрс   | 1,85 м | 79 кг | 5 листопада 2002 (вік 19 років) | Michigan Wolverines         |
| 11 | Н    | Кенні Агостіно  | 1,93 м | 92 кг | 30 квітня 1992 (вік 29 років)   | Торпедо (Нижній Новгород)   |
| 12 | Н    | Сем Гентґес     | 1,83 м | 79 кг | 26 липня 1999 (вік 22 роки)     | St. Cloud State Huskies     |
| 13 | Н    | Натан Сміт      | 1,85 м | 86 кг | 18 жовтня 1998 (вік 23 роки)    | Minnesota State Mavericks   |
| 14 | З    | Брок Фейбер     | 1,83 м | 86 кг | 22 серпня 2002 (вік 19 років)   | Minnesota Golden Gophers    |
| 16 | Н    | Нік Абруццезе   | 1,78 м | 79 кг | 4 червня 1999 (вік 22 роки)     | Harvard Crimson             |
| 19 | Н    | Брендан Бріссон | 1,83 м | 82 кг | 22 жовтня 2001 (вік 20 років)   | Michigan Wolverines         |
| 20 | З    | Стівен Кампфер  | 1,80 м | 89 кг | 24 вересня 1988 (вік 33 роки)   | Ак Барс                     |
| 21 | Н    | Браян О'Нілл    | 1,75 м | 79 кг | 1 червня 1988 (вік 33 роки)     | Йокеріт                     |
| 23 | З    | Браян Купер     | 1,78 м | 89 кг | 1 листопада 1993 (вік 28 років) | ІК Оскарсгамн               |
| 25 | Н    | Марк Маклафлін  | 1,83 м | 93 кг | 26 липня 1999 (вік 22 роки)     | Boston College Eagles       |
| 26 | Н    | Шон Фаррелл     | 1,75 м | 79 кг | 2 листопада 2001 (вік 20 років) | Harvard Crimson             |
| 27 | Н    | Ноа Кейтс       | 1,88 м | 85 кг | 5 лютого 1999 (вік 23 роки)     | Minnesota Duluth Bulldogs   |
| 35 | В    | Пет Неґл        | 1,91 м | 84 кг | 21 вересня 1987 (вік 34 роки)   | Lehigh Valley Phantoms      |
| 37 | Н    | Нік Шор         | 1,85 м | 88 кг | 26 вересня 1992 (вік 29 років)  | Сибір                       |
| 39 | Н    | Бен Меєрс       | 1,80 м | 88 кг | 15 листопада 1998 (вік 23 роки) | Minnesota Golden Gophers    |
| 42 | З    | Аарон Несс      | 1,78 м | 83 кг | 18 травня 1990 (вік 31 рік)     | Провіденс Брюїнс            |
| 51 | Н    | Енді Міл        | 1,70 м | 77 кг | 15 квітня 1988 (вік 33 роки)    | Торпедо (Нижній Новгород)   |
| 29 | В    | Дрю Коммессо    | 1,88 м | 92 кг | 19 липня 2002 (вік 19 років)    | Boston University Terriers  |
| 31 | В    | Штраус Манн     | 1,83 м | 79 кг | 18 серпня 1998 (вік 23 роки)    | Шеллефтео АІК               |
| 89 | Н    | Меттью Ніс      | 1,91 м | 93 кг | 17 жовтня 2002 (вік 19 років)   | Minnesota Golden Gophers    |

Груповий етап
| Поз | Команда   | М | В | ВО | ПО | П | ГЗ | ГП | Різ | О | Кваліфікація           |
| --- | --------- | - | - | -- | -- | - | -- | -- | --- | - | ---------------------- |
| 1   | США       | 3 | 3 | 0  | 0  | 0 | 15 | 4  | +11 | 9 | Чвертьфінали           |
| 2   | Канада    | 3 | 2 | 0  | 0  | 1 | 12 | 5  | +7  | 6 | Кваліфікаційний плейоф |
| 3   | Німеччина | 3 | 1 | 0  | 0  | 2 | 6  | 10 | −4  | 3 | Кваліфікаційний плейоф |
| 4   | Китай (H) | 3 | 0 | 0  | 0  | 3 | 2  | 16 | −14 | 0 | Кваліфікаційний плейоф |

| 10 лютого 2022 21:10 v | США | 8–0 (1–0, 3–0, 4–0) | Китай | Державний палац спорту Пекіна (Пекін) 947 глядачів |

| звіт | звіт                                          | звіт     | звіт         | звіт                                                                               |
| --- | --------------------------------------------- | -------- | ------------ | ---------------------------------------------------------------------------------- |
| |                                               |          |              |                                                                                    |
| | Дрю Коммессо                                  | Воротарі | Джеремі Сміт | Судді: Мікко Каукокарі Міхаель Черріг Лінійні Судді: Лаурі Нікулайнен Дмитро Шишло |
| | голи:                                         |          |              | Судді: Мікко Каукокарі Міхаель Черріг Лінійні Судді: Лаурі Нікулайнен Дмитро Шишло |
| Бріссон (Ніс) – 10:38 / Кейтс (Фаррелл/Меєрс) – 25:32 / О'Нілл (Міл/Фейбер) – 31:13 / Фаррелл (Абруццезе) – 38:07 / Кампфер (Фаррелл/Меєрс) – 41:06 / Меєрс (Фаррелл) – 50:19 / Бенієрс (Абруццезе/Купер) – 52:00 / Фаррелл (Абделькадер/Геллесон) – 58:27 | 1–0 / 2–0 / 3–0 / 4–0 / 5–0 / 6–0 / 7–0 / 8–0 |          |              | Судді: Мікко Каукокарі Міхаель Черріг Лінійні Судді: Лаурі Нікулайнен Дмитро Шишло |
| |                                               |          |              | Судді: Мікко Каукокарі Міхаель Черріг Лінійні Судді: Лаурі Нікулайнен Дмитро Шишло |
| |                                               |          |              | Судді: Мікко Каукокарі Міхаель Черріг Лінійні Судді: Лаурі Нікулайнен Дмитро Шишло |
| |                                               |          |              | Судді: Мікко Каукокарі Міхаель Черріг Лінійні Судді: Лаурі Нікулайнен Дмитро Шишло |
| 10 хв | Штраф                                         | 10 хв    |              | Судді: Мікко Каукокарі Міхаель Черріг Лінійні Судді: Лаурі Нікулайнен Дмитро Шишло |
| |                                               |          |              |                                                                                    |
| | 55                                            | кидки    | 29           |                                                                                    |

| 12 лютого 2022 12:10 v | Канада | 2–4 (1–2, 1–1, 0–1) | США | Державний палац спорту Пекіна (Пекін) 948 глядачів |

| звіт                                                               | звіт                              | звіт | звіт        | звіт                                                                          |
| ------------------------------------------------------------------ | --------------------------------- | --- | ----------- | ----------------------------------------------------------------------------- |
|                                                                    |                                   | |             |                                                                               |
|                                                                    | Едвард Паскуале                   | Воротарі | Штраус Манн | Судді: Андріс Ансонс Тобіас Б'єрк Лінійні Судді: Даніел Гинек Дастін Маккренк |
|                                                                    | голи:                             | |             | Судді: Андріс Ансонс Тобіас Б'єрк Лінійні Судді: Даніел Гинек Дастін Маккренк |
| Мет Робінсон (Го-Сенґ, Стаал) – 01:24 / Найт (Винник) (SH) – 34:13 | 1–0 / 1–1 / 1–2 / 1–3 / 2–3 / 2–4 | 02:34 – Міл (О'Нілл, Кампфер) / 18:44 – Меєрс (Фаррелл, Сандерсон) / 22:37 – Бріссон (Шор) / 46:13 – Аґостіно (Міл) |             | Судді: Андріс Ансонс Тобіас Б'єрк Лінійні Судді: Даніел Гинек Дастін Маккренк |
|                                                                    |                                   | |             | Судді: Андріс Ансонс Тобіас Б'єрк Лінійні Судді: Даніел Гинек Дастін Маккренк |
|                                                                    |                                   | |             | Судді: Андріс Ансонс Тобіас Б'єрк Лінійні Судді: Даніел Гинек Дастін Маккренк |
|                                                                    |                                   | |             | Судді: Андріс Ансонс Тобіас Б'єрк Лінійні Судді: Даніел Гинек Дастін Маккренк |
| 4 хв                                                               | Штраф                             | 6 хв |             | Судді: Андріс Ансонс Тобіас Б'єрк Лінійні Судді: Даніел Гинек Дастін Маккренк |
|                                                                    |                                   | |             |                                                                               |
|                                                                    | 37                                | кидки | 27          |                                                                               |

| 13 лютого 2022 21:10 v | США | 3–2 (1–1, 1–0, 1–1) | Німеччина | Арена Укесон (Пекін) 708 глядачів |

| звіт                                                                                    | звіт                        | звіт                                                                     | звіт                 | звіт                                                                               |
| --------------------------------------------------------------------------------------- | --------------------------- | ------------------------------------------------------------------------ | -------------------- | ---------------------------------------------------------------------------------- |
|                                                                                         |                             |                                                                          |                      |                                                                                    |
|                                                                                         | Дрю Коммессо                | Воротарі                                                                 | Денні аус ден Біркен | Судді: Євген Ромашко Максим Сидоренко Лінійні Судді: Давід Обвегесер Їржі Ондрачек |
|                                                                                         | голи:                       |                                                                          |                      | Судді: Євген Ромашко Максим Сидоренко Лінійні Судді: Давід Обвегесер Їржі Ондрачек |
| Кампфер (Міл, Браян О'Нілл) (PP) – 04:26 / Ніс (Абруццезе, Несс) – 24:50 / Сміт – 42:47 | 0–1 / 1–1 / 2–1 / 3–1 / 3–2 | 02:00 – Гаґер (Плахта, Кагун) (PP) / 57:31 – Кюнгакль (Берґманн, Мюллер) |                      | Судді: Євген Ромашко Максим Сидоренко Лінійні Судді: Давід Обвегесер Їржі Ондрачек |
|                                                                                         |                             |                                                                          |                      | Судді: Євген Ромашко Максим Сидоренко Лінійні Судді: Давід Обвегесер Їржі Ондрачек |
|                                                                                         |                             |                                                                          |                      | Судді: Євген Ромашко Максим Сидоренко Лінійні Судді: Давід Обвегесер Їржі Ондрачек |
|                                                                                         |                             |                                                                          |                      | Судді: Євген Ромашко Максим Сидоренко Лінійні Судді: Давід Обвегесер Їржі Ондрачек |
| 12 хв                                                                                   | Штраф                       | 10 хв                                                                    |                      | Судді: Євген Ромашко Максим Сидоренко Лінійні Судді: Давід Обвегесер Їржі Ондрачек |
|                                                                                         |                             |                                                                          |                      |                                                                                    |
|                                                                                         | 32                          | кидки                                                                    | 26                   |                                                                                    |

Чвертьфінали
| 16 лютого 2022 12:10 v | США | 2–3 GWS (1–1, 1–0, 0–1) (OT: 0–0) (Бул: 0–1) | Словаччина | Державний палац спорту Пекіна (Пекін) 1,059 глядачів |

| звіт                                                                   | звіт                  | звіт                                                                                  | звіт         | звіт                                                                           |
| ---------------------------------------------------------------------- | --------------------- | ------------------------------------------------------------------------------------- | ------------ | ------------------------------------------------------------------------------ |
|                                                                        |                       |                                                                                       |              |                                                                                |
|                                                                        | Штраус Манн           | Воротарі                                                                              | Патрік Рибар | Судді: Тобіас Б'єрк Роман Гофман Лінійні Судді: Дастін Маккренк Микита Шалагін |
|                                                                        | голи:                 |                                                                                       |              | Судді: Тобіас Б'єрк Роман Гофман Лінійні Судді: Дастін Маккренк Микита Шалагін |
| Абруццезе (Бенієрс, Кампфер) – 19:14 / Гентґес (Пербікс, Сміт) – 28:56 | 0–1 / 1–1 / 2–1 / 2–2 | 11:45 – Слафковський (Черешняк, Регенда) / 59:16 – Гривик (Чайковський, Гудачек) (EA) |              | Судді: Тобіас Б'єрк Роман Гофман Лінійні Судді: Дастін Маккренк Микита Шалагін |
|                                                                        |                       |                                                                                       |              | Судді: Тобіас Б'єрк Роман Гофман Лінійні Судді: Дастін Маккренк Микита Шалагін |
|                                                                        |                       |                                                                                       |              | Судді: Тобіас Б'єрк Роман Гофман Лінійні Судді: Дастін Маккренк Микита Шалагін |
|                                                                        |                       |                                                                                       |              | Судді: Тобіас Б'єрк Роман Гофман Лінійні Судді: Дастін Маккренк Микита Шалагін |
| 2 хв                                                                   | Штраф                 | 10 хв                                                                                 |              | Судді: Тобіас Б'єрк Роман Гофман Лінійні Судді: Дастін Маккренк Микита Шалагін |
|                                                                        |                       |                                                                                       |              |                                                                                |
|                                                                        | 35                    | кидки                                                                                 | 37           |                                                                                |

### Жіночий турнір
Жіноча збірна США з хокею із шайбою потрапила на Ігри завдяки своєму 1-му місцю в Світовому рейтингу ІІХФ 2020.
Склад збірної

Склад збірної оголошено 2 січня 2022 року.
Головний тренер: Джоел Джонсон
| №  | Поз. | Ім'я                     | Зріст  | Вага  | Дата народження                  | Клуб                          |
| -- | ---- | ------------------------ | ------ | ----- | -------------------------------- | ----------------------------- |
| 2  | З    | Лі Стеклін               | 1,83 м | 77 кг | 23 квітня 1994 (вік 27 років)    | PWHPA Minnesota               |
| 3  | З    | Кайла Барнс              | 1,57 м | 63 кг | 7 січня 1999 (вік 23 роки)       | Boston College Eagles         |
| 4  | З    | Керолайн Гарві           | 1,70 м | 73 кг | 14 жовтня 2002 (вік 19 років)    | North American Hockey Academy |
| 5  | З    | Меган Келлер             | 1,80 м | 75 кг | 1 травня 1996 (вік 25 років)     | PWHPA New Hampshire           |
| 9  | З    | Меган Бозек              | 1,73 м | 80 кг | 27 березня 1991 (вік 30 років)   | KRS Vanke Rays                |
| 11 | Н    | Еббі Роке                | 1,70 м | 82 кг | 25 вересня 1997 (вік 24 роки)    | PWHPA Minnesota               |
| 12 | Н    | Келлі Паннек             | 1,73 м | 75 кг | 29 грудня 1995 (вік 26 років)    | PWHPA Minnesota               |
| 13 | Н    | Грейс Замвінкл           | 1,75 м | 75 кг | 23 квітня 1999 (вік 22 роки)     | Minnesota Golden Gophers      |
| 14 | Н    | Бріанна Деккер           | 1,63 м | 67 кг | 13 травня 1991 (вік 30 років)    | PWHPA New Hampshire           |
| 15 | З    | Саванна Гермон           | 1,60 м | 67 кг | 27 жовтня 1995 (вік 26 років)    | PWHPA Minnesota               |
| 16 | Н    | Гейлі Скамурра           | 1,73 м | 73 кг | 14 грудня 1994 (вік 27 років)    | PWHPA New Hampshire           |
| 18 | Н    | Джессі Комфер            | 1,73 м | 68 кг | 1 липня 1999 (вік 22 роки)       | Boston University Terriers    |
| 19 | З    | Джинсі Данн              | 1,68 м | 70 кг | 15 травня 1997 (вік 24 роки)     | PWHPA New Hampshire           |
| 20 | Н    | Ганна Брандт             | 1,68 м | 68 кг | 27 листопада 1993 (вік 28 років) | PWHPA Minnesota               |
| 21 | Н    | Гіларі Найт              | 1,80 м | 78 кг | 12 липня 1989 (вік 32 роки)      | PWHPA Minnesota               |
| 24 | Н    | Дані Камеранезі          | 1,65 м | 70 кг | 30 червня 1995 (вік 26 років)    | PWHPA Minnesota               |
| 25 | Н    | Александра Карпентер     | 1,70 м | 70 кг | 13 квітня 1994 (вік 27 років)    | KRS Vanke Rays                |
| 26 | Н    | Кендалл Койн-Скофілд – C | 1,57 м | 57 кг | 25 травня 1992 (вік 29 років)    | PWHPA Minnesota               |
| 28 | Н    | Аманда Кессель           | 1,68 м | 59 кг | 28 серпня 1991 (вік 30 років)    | PWHPA New Hampshire           |
| 29 | G    | Нікол Генслі             | 1,68 м | 70 кг | 23 червня 1994 (вік 27 років)    | PWHPA New Hampshire           |
| 33 | В    | Алекс Кавалліні          | 1,70 м | 70 кг | 3 січня 1992 (вік 30 років)      | PWHPA Minnesota               |
| 35 | В    | Медді Руні               | 1,65 м | 66 кг | 7 липня 1997 (вік 24 роки)       | PWHPA Minnesota               |
| 37 | Н    | Еббі Мерфі               | 1,65 м | 66 кг | 14 квітня 2002 (вік 19 років)    | Minnesota Golden Gophers      |

Груповий етап
| Поз | Команда                    | М | В | ВО | ПО | П | ГЗ | ГП | Різ | О  | Кваліфікація     |
| --- | -------------------------- | - | - | -- | -- | - | -- | -- | --- | -- | ---------------- |
| 1   | США                        | 4 | 3 | 0  | 0  | 1 | 20 | 6  | +14 | 9  | Чвертьфіналістки |
| 2   | Канада                     | 4 | 4 | 0  | 0  | 0 | 33 | 5  | +28 | 12 | Чвертьфіналістки |
| 3   | Фінляндія                  | 4 | 1 | 0  | 0  | 3 | 10 | 19 | −9  | 3  | Чвертьфіналістки |
| 4   | Олімпійський комітет Росії | 4 | 1 | 0  | 0  | 3 | 6  | 18 | −12 | 3  | Чвертьфіналістки |
| 5   | Швейцарія                  | 4 | 1 | 0  | 0  | 3 | 6  | 27 | −21 | 3  | Чвертьфіналістки |

| 3 лютого 2022 21:10 v | Фінляндія | 2–5 (0–2, 0–2, 2–1) | США | Арена Укесон (Пекін) |

| звіт                                                           | звіт                                    | звіт | звіт | звіт                                                                |
| -------------------------------------------------------------- | --------------------------------------- | --- | ---- | ------------------------------------------------------------------- |
|                                                                |                                         | |      |                                                                     |
|                                                                |                                         | |      | Судді: Келлі Кук Лейсі Сенюк Лінійні Судді: Алекс Кларк Сара Стронґ |
|                                                                | голи:                                   | |      |                                                                     |
| Тапані (Лайтінен, Ніемінен) (PP) – 43:15 / Тапані (PP) – 57:40 | 0–1 / 0–2 / 0–3 / 0–4 / 1–4 / 1–5 / 2–5 | 10:37 – Кессел (Гермон) / 13:00 – Карпентер (Паннек, Данн) (PP) / 25:32 – Койн-Скофілд (Барнс) / 26:36 – Койн-Скофілд (Гермон, Брандт) / 48:01 – Карпентер (Роке, Кессел) |      |                                                                     |
|                                                                |                                         | |      |                                                                     |
|                                                                |                                         | |      |                                                                     |
|                                                                |                                         | |      |                                                                     |
| 8 хв                                                           | Штраф                                   | 6 хв |      |                                                                     |
|                                                                |                                         | |      |                                                                     |
|                                                                | 12                                      | кидки | 52   |                                                                     |

| 5 лютого 2022 21:10 v | США | 5–0 (1–0, 1–0, 3–0) | Олімпійський комітет Росії | Арена Укесон (Пекін) 581 глядачів |

| звіт | звіт                        | звіт     | звіт                         | звіт                                                                     |
| --- | --------------------------- | -------- | ---------------------------- | ------------------------------------------------------------------------ |
| |                             |          |                              |                                                                          |
| | Нікол Генслі                | Воротарі | Марія Сорокіна Дар'я Гредзен | Судді: Тіяна Гак Анніїна Нурмі Лінійні Судді: Анна Гаммар Єнні Хейккінен |
| | голи:                       |          |                              | Судді: Тіяна Гак Анніїна Нурмі Лінійні Судді: Анна Гаммар Єнні Хейккінен |
| Гермон (Найт, Брандт) – 12:29 / Найт (Гермон, Койн-Скофілд) – 28:51 / Замвінкл (Камеранезі, Бозек) – 43:57 / Комфер (Мерфі, Скамурра) – 46:15 / Карпентер (Кессел, Гермон) – 48:44 | 1–0 / 2–0 / 3–0 / 4–0 / 5–0 |          |                              | Судді: Тіяна Гак Анніїна Нурмі Лінійні Судді: Анна Гаммар Єнні Хейккінен |
| |                             |          |                              | Судді: Тіяна Гак Анніїна Нурмі Лінійні Судді: Анна Гаммар Єнні Хейккінен |
| |                             |          |                              | Судді: Тіяна Гак Анніїна Нурмі Лінійні Судді: Анна Гаммар Єнні Хейккінен |
| |                             |          |                              | Судді: Тіяна Гак Анніїна Нурмі Лінійні Судді: Анна Гаммар Єнні Хейккінен |
| 6 хв | Штраф                       | 14 хв    |                              | Судді: Тіяна Гак Анніїна Нурмі Лінійні Судді: Анна Гаммар Єнні Хейккінен |
| |                             |          |                              |                                                                          |
| | 62                          | кидки    | 12                           |                                                                          |

| 6 лютого 2022 21:10 v | Швейцарія | 0–8 (0–5, 0–2, 0–1) | США | Арена Укесон (Пекін) 545 глядачів |

| звіт | звіт                                          | звіт | звіт            | звіт                                                                    |
| ---- | --------------------------------------------- | --- | --------------- | ----------------------------------------------------------------------- |
|      |                                               | |                 |                                                                         |
|      | Андреа Бранді Саскія Маурер                   | Воротарі | Алекс Кавалліні | Судді: Марія Фурберґ Лейсі Сенюк Лінійні Судді: Алекс Кларк Сара Стронґ |
|      | голи:                                         | |                 | Судді: Марія Фурберґ Лейсі Сенюк Лінійні Судді: Алекс Кларк Сара Стронґ |
|      | 0–1 / 0–2 / 0–3 / 0–4 / 0–5 / 0–6 / 0–7 / 0–8 | 05:40 – Найт (Брандт, Келлер) (PP) / 14:04 – Комфер (Скамурра, Бозек) / 14:13 – Найт / 16:15 – Паннек / 19:38 – Кессел (Данн, Барнс) / 22:11 – Паннек (Кессел, Карпентер) / 37:12 – Комфер (Бозек, Данн) / 57:29 – Камеранезі (Паннек, Барнс) |                 | Судді: Марія Фурберґ Лейсі Сенюк Лінійні Судді: Алекс Кларк Сара Стронґ |
|      |                                               | |                 | Судді: Марія Фурберґ Лейсі Сенюк Лінійні Судді: Алекс Кларк Сара Стронґ |
|      |                                               | |                 | Судді: Марія Фурберґ Лейсі Сенюк Лінійні Судді: Алекс Кларк Сара Стронґ |
|      |                                               | |                 | Судді: Марія Фурберґ Лейсі Сенюк Лінійні Судді: Алекс Кларк Сара Стронґ |
|      |                                               | |                 | Судді: Марія Фурберґ Лейсі Сенюк Лінійні Судді: Алекс Кларк Сара Стронґ |
|      |                                               | |                 |                                                                         |

| 8 лютого 2022 12:10 v | США | 2–4 (0–1, 2–3, 0–0) | Канада | Арена Укесон (Пекін) 591 глядачів |

| звіт                                                                         | звіт                              | звіт | звіт            | звіт                                                                                          |
| ---------------------------------------------------------------------------- | --------------------------------- | --- | --------------- | --------------------------------------------------------------------------------------------- |
|                                                                              |                                   | |                 |                                                                                               |
|                                                                              | Медді Руні                        | Воротарі | Анн-Рене Десбін | Судді: Сіанна Ліфферс Лейсі Сенюк Елізабет Манта Лінійні Судді: Кендалл Генлі Жаклін Спрессер |
|                                                                              | голи:                             | |                 | Судді: Сіанна Ліфферс Лейсі Сенюк Елізабет Манта Лінійні Судді: Кендалл Генлі Жаклін Спрессер |
| Камеранезі (Паннек, Барнс) – 29:17 / Карпентер (Кессел, Келлер) (PP) – 31:34 | 0–1 / 1–1 / 2–1 / 2–2 / 2–3 / 2–4 | 14:10 – Дженнер (Фільє, Пулен) (PP) / 32:00 – Дженнер (Нерс) / 34:25 – Реттрей (Спунер, Занді-Гарт) / 37:25 – Пулен (PS) |                 | Судді: Сіанна Ліфферс Лейсі Сенюк Елізабет Манта Лінійні Судді: Кендалл Генлі Жаклін Спрессер |
|                                                                              |                                   | |                 | Судді: Сіанна Ліфферс Лейсі Сенюк Елізабет Манта Лінійні Судді: Кендалл Генлі Жаклін Спрессер |
|                                                                              |                                   | |                 | Судді: Сіанна Ліфферс Лейсі Сенюк Елізабет Манта Лінійні Судді: Кендалл Генлі Жаклін Спрессер |
|                                                                              |                                   | |                 | Судді: Сіанна Ліфферс Лейсі Сенюк Елізабет Манта Лінійні Судді: Кендалл Генлі Жаклін Спрессер |
| 2 хв                                                                         | Штраф                             | 12 хв |                 | Судді: Сіанна Ліфферс Лейсі Сенюк Елізабет Манта Лінійні Судді: Кендалл Генлі Жаклін Спрессер |
|                                                                              |                                   | |                 |                                                                                               |
|                                                                              | 53                                | кидки | 27              |                                                                                               |

Чвертьфінали
| 11 лютого 2022 12:10 v | США | 4–1 (0–0, 1–1, 3–0) | Чехія | Арена Укесон (Пекін) 636 глядачів |

| звіт | звіт                        | звіт                                  | звіт            | звіт                                                                         |
| --- | --------------------------- | ------------------------------------- | --------------- | ---------------------------------------------------------------------------- |
| |                             |                                       |                 |                                                                              |
| | Алекс Кавалліні             | Воротарі                              | Клара Песларова | Судді: Елізабет Манта Анніїна Нурмі Лінійні Судді: Анна Гаммар Кендалл Генлі |
| | голи:                       |                                       |                 | Судді: Елізабет Манта Анніїна Нурмі Лінійні Судді: Анна Гаммар Кендалл Генлі |
| Найт (Койн-Скофілд) – 25:47 / Стеклін (Паннек, Келлер) – 46:49 / Гермон (Брандт, Найт) (PP) – 56:51 / Койн-Скофілд (Келлер) (ENG) – 59:54 | 0–1 / 1–1 / 2–1 / 3–1 / 4–1 | 24:59 – Пейжлова (Ванішова, Кршишова) |                 | Судді: Елізабет Манта Анніїна Нурмі Лінійні Судді: Анна Гаммар Кендалл Генлі |
| |                             |                                       |                 | Судді: Елізабет Манта Анніїна Нурмі Лінійні Судді: Анна Гаммар Кендалл Генлі |
| |                             |                                       |                 | Судді: Елізабет Манта Анніїна Нурмі Лінійні Судді: Анна Гаммар Кендалл Генлі |
| |                             |                                       |                 | Судді: Елізабет Манта Анніїна Нурмі Лінійні Судді: Анна Гаммар Кендалл Генлі |
| 11 хв | Штраф                       | 10 хв                                 |                 | Судді: Елізабет Манта Анніїна Нурмі Лінійні Судді: Анна Гаммар Кендалл Генлі |
| |                             |                                       |                 |                                                                              |
| | 59                          | кидки                                 | 6               |                                                                              |

Півфінали
| 14 лютого 2022 21:10 v | США | 4–1 (0–0, 2–0, 2–1) | Фінляндія | Арена Укесон (Пекін) 642 глядачів |

| звіт | звіт                        | звіт                                       | звіт         | звіт                                                                       |
| --- | --------------------------- | ------------------------------------------ | ------------ | -------------------------------------------------------------------------- |
| |                             |                                            |              |                                                                            |
| | Алекс Кавалліні             | Воротарі                                   | Анні Кейсала | Судді: Келлі Кук Сіанна Ліфферс Лінійні Судді: Анна Гаммар Юлія Кайнберґер |
| | голи:                       |                                            |              | Судді: Келлі Кук Сіанна Ліфферс Лінійні Судді: Анна Гаммар Юлія Кайнберґер |
| Барнс (Брандт, Найт) (PP) – 23:39 / Найт (Гермон, Койн-Скофілд) – 38:53 / Скамурра (Барнс) – 55:20 / Роке (Карпентер, Кессел) (ENG) – 59:55 | 1–0 / 2–0 / 3–0 / 3–1 / 4–1 | 59:34 – Тапані (Карвінен, Хійрікоскі) (EA) |              | Судді: Келлі Кук Сіанна Ліфферс Лінійні Судді: Анна Гаммар Юлія Кайнберґер |
| |                             |                                            |              | Судді: Келлі Кук Сіанна Ліфферс Лінійні Судді: Анна Гаммар Юлія Кайнберґер |
| |                             |                                            |              | Судді: Келлі Кук Сіанна Ліфферс Лінійні Судді: Анна Гаммар Юлія Кайнберґер |
| |                             |                                            |              | Судді: Келлі Кук Сіанна Ліфферс Лінійні Судді: Анна Гаммар Юлія Кайнберґер |
| 6 хв | Штраф                       | 6 хв                                       |              | Судді: Келлі Кук Сіанна Ліфферс Лінійні Судді: Анна Гаммар Юлія Кайнберґер |
| |                             |                                            |              |                                                                            |
| | 42                          | кидки                                      | 26           |                                                                            |

Фінал

## Санний спорт
Чоловіки
| Спортсмен          | Дисципліна     | 1-й заїзд | 1-й заїзд | 2-й заїзд | 2-й заїзд | 3-й заїзд | 3-й заїзд | 4-й заїзд | 4-й заїзд | Сума     | Сума  |
| Спортсмен          | Дисципліна     | Час       | Місце     | Час       | Місце     | Час       | Місце     | Час       | Місце     | Час      | Місце |
| ------------------ | -------------- | --------- | --------- | --------- | --------- | --------- | --------- | --------- | --------- | -------- | ----- |
| Джонатан Ґустафсон | Одномісні сани | 57.845    | 13        | 59.330    | 27        | 58.496    | 20        | 58.275    | 18        | 3:53.946 | 19    |
| Кріс Мездер        | Одномісні сани | 57.780    | 10        | 58.039    | 9         | 57.779    | 10        | 57.779    | 10        | 3:51.377 | 8     |
| Такер Вест         | Одномісні сани | 58.079    | 15        | 57.831    | 8         | 58.534    | 21        | 57.916    | 13        | 3:52.360 | 13    |

Жінки
| Спортсменка      | Дисципліна     | 1-й заїзд | 1-й заїзд | 2-й заїзд | 2-й заїзд | 3-й заїзд | 3-й заїзд | 4-й заїзд    | 4-й заїзд    | Сума     | Сума  |
| Спортсменка      | Дисципліна     | Час       | Місце     | Час       | Місце     | Час       | Місце     | Час          | Місце        | Час      | Місце |
| ---------------- | -------------- | --------- | --------- | --------- | --------- | --------- | --------- | ------------ | ------------ | -------- | ----- |
| Саммер Брітчер   | Одномісні сани | 1:00.986  | 29        | 59.156    | 15        | 59.152    | 20        | Не потрапила | Не потрапила | 2:59.294 | 23    |
| Ешлі Фаркугарсон | Одномісні сани | 59.972    | 26        | 59.024    | 8         | 58.768    | 8         | 58.643       | 7            | 3:56.407 | 12    |
| Емілі Свіні      | Одномісні сани | 58.971    | 10        | 1:02.439  | 32        | 58.882    | 12        | Не потрапила | Не потрапила | 3:00.292 | 26    |

Двомісні сани
| Спортсмени                                                | Дисципліна    | 1-й заїзд | 1-й заїзд | 2-й заїзд | 2-й заїзд | 3-й заїзд | 3-й заїзд | Сума     | Сума  |
| Спортсмени                                                | Дисципліна    | Час       | Місце     | Час       | Місце     | Час       | Місце     | Час      | Місце |
| --------------------------------------------------------- | ------------- | --------- | --------- | --------- | --------- | --------- | --------- | -------- | ----- |
| Зак Діґреґоріо Шон Голландер                              | Двомісні сани | 59.389    | 12        | 59.126    | 10        | Н/Д       | Н/Д       | 1:58.515 | 11    |
| Ешлі Фаркугарсон Кріс Мездер Зак Діґреґоріо Шон Голландер | Естафета      | 1:00.332  | 4         | 1:00.119  | 6         | 1:01.182  | 9         | 3:05.741 | 7     |

## Лижне двоборство
Від США на Ігри кваліфікувалися п'ять лижних двоборців.
| Спортсмен                                          | Дисципліна                        | Стрибки з трампліна | Стрибки з трампліна | Стрибки з трампліна | Лижні перегони | Лижні перегони | Загалом | Загалом |
| Спортсмен                                          | Дисципліна                        | Відстань            | Бали                | Місце               | Час            | Місце          | Час     | Місце   |
| -------------------------------------------------- | --------------------------------- | ------------------- | ------------------- | ------------------- | -------------- | -------------- | ------- | ------- |
| Тейлор Флетчер                                     | Нормальний трамплін/10 км         | 86.5                | 83.3                | 34                  | 24:31.9        | 6              | 27:50.9 | 24      |
| Бен Луміс                                          | Нормальний трамплін/10 км         | 94.5                | 105.6               | 17                  | 25:07.8        | 16             | 26:57.8 | 15      |
| Стівен Шуманн                                      | Нормальний трамплін/10 км         | 88.5                | 86.4                | 33                  | 24:46.4        | 8              | 27:52.4 | 25      |
| Джаред Шумейт                                      | Нормальний трамплін/10 км         | 93.5                | 99.2                | 24                  | 24:55.0        | 13             | 27:10.0 | 19      |
| Тейлор Флетчер                                     | Великий трамплін/10 км            | 117.0               | 81.2                | 35                  | 25:42.7        | 5              | 29:36.7 | 23      |
| Джаспер Гуд                                        | Великий трамплін/10 км            | 115.5               | 79.8                | 36                  | 27:32.9        | 32             | 31:32.9 | 34      |
| Бен Луміс                                          | Великий трамплін/10 км            | 129.0               | 103.4               | 17                  | 26:51.2        | 19             | 29:17.2 | 19      |
| Джаред Шумейт                                      | Великий трамплін/10 км            | 127.5               | 101.3               | 19                  | 26:24.5        | 13             | 28:58.5 | 17      |
| Тейлор Флетчер Джаспер Гуд Бен Луміс Джаред Шумейт | командний великий трамплін/4×5 км | 484.5               | 387.1               | 7                   | 51:09.1        | 2              | 53:07.1 | 6       |

## Шорт-трек
Завдяки результатам у Кубку світу 2021–2022 від США на Ігри кваліфікувалися два чоловіки і п'ять жінок. А ще додатково кваліфікувалися жіноча і змішана естафетні команди.
Чоловіки
| Спортсмен      | Дисципліна | Попередній заїзд | Попередній заїзд | Чвертьфінал | Чвертьфінал | Півфінал    | Півфінал    | Фінал       | Фінал |
| Спортсмен      | Дисципліна | Час              | Місце            | Час         | Місце       | Час         | Місце       | Час         | Місце |
| -------------- | ---------- | ---------------- | ---------------- | ----------- | ----------- | ----------- | ----------- | ----------- | ----- |
| Раян Півіротто | 500 м      | 41.018           | 3 q              | 41.841      | 4           | Не потрапив | Не потрапив | Не потрапив | 16    |
| Ендрю Гіо      | 1000 м     | 1:24.106         | 2 Q              | 1:24.603    | 1 Q         | 1:24.023    | 3 FB        | 1:36.140    | 7     |
| Раян Півіротто | 1000 м     | 1:54.437         | 2 Q              | 2:08.364    | 4           | Не потрапив | Не потрапив | Не потрапив | 13    |
| Ендрю Гіо      | 1500 м     | Н/Д              | Н/Д              | 2:19.482    | 5           | Не потрапив | Не потрапив | Не потрапив | 28    |
| Раян Півіротто | 1500 м     | Н/Д              | Н/Д              | ДСК         | ДСК         | Не потрапив | Не потрапив | Не потрапив | БМ    |

Легенда кваліфікації: Q - Кваліфікувався завдяки місцю в заїзді; q - Кваліфікувався завдяки показаному часові; FA - Кваліфікувався до медального фіналу; FB - Кваліфікувався до втішного фіналу
Жінки
| Спортсменка                                           | Дисципліна      | Попередній заїзд | Попередній заїзд | Чвертьфінал  | Чвертьфінал  | Півфінал     | Півфінал     | Фінал        | Фінал |
| Спортсменка                                           | Дисципліна      | Час              | Місце            | Час          | Місце        | Час          | Місце        | Час          | Місце |
| ----------------------------------------------------- | --------------- | ---------------- | ---------------- | ------------ | ------------ | ------------ | ------------ | ------------ | ----- |
| Мааме Біней                                           | 500 м           | 42.919           | 3 q              | 46.099       | 3            | Не потрапила | Не потрапила | Не потрапила | 13    |
| Крістен Сантос                                        | 500 м           | 43.579           | 1 Q              | ДСК          | ДСК          | Не потрапила | Не потрапила | Не потрапила | 17    |
| Корін Стоддард                                        | 500 м           | НФ               | НФ               | Не потрапила | Не потрапила | Не потрапила | Не потрапила | Не потрапила | 32    |
| Мааме Біней                                           | 1000 м          | 1:27.859         | 1 Q              | 1:29.225     | 2 Q          | 1:28.806     | 4 FB         | 1:30.736     | 8     |
| Крістен Сантос                                        | 1000 м          | 1:28.237         | 1 Q              | 1:28.393     | 1 Q          | 1:26.783     | 1 FA         | 1:42.745     | 4     |
| Корін Стоддард                                        | 1000 м          | 1:27.528         | 3 q              | 1:27.912     | 3 q          | 1:27.626     | 4 FB         | 1:29.845     | 7     |
| Джулі Летай                                           | 1500 м          | Н/Д              | 2:36.214         | 5 ADV        | 2:23.315     | 8            | Не потрапила | 21           |       |
| Крістен Сантос                                        | 1500 м          | Н/Д              | 2:21.027         | 1 Q          | 2:31.067     | 5 ADV B      | 2:45.492     | 9            |       |
| Корін Стоддард                                        | 1500 м          | Н/Д              | 2:33.329         | 3 Q          | 2:22.632     | 6            | Не потрапила | 18           |       |
| Мааме Біней Джулі Летай Крістен Сантос Корін Стоддард | Естафета 3000 м | Н/Д              | Н/Д              | Н/Д          | Н/Д          | 4:06.098     | 4 FB         | ДСК          | 8     |

Легенда кваліфікації: Q - Кваліфікувався завдяки місцю в заїзді; q - Кваліфікувався завдяки показаному часові; ADV - Потрапив до наступного раунду завдяки судівському рішенню; FA - Кваліфікувався до медального фіналу; FB - Кваліфікувався до втішного фіналу; ADV A - Потрапив до медального фіналу завдяки судівському рішенню; ADV B - Потрапив до втішного фіналу завдяки судівському рішенню
Змішані
| Спортсмен                                           | Дисципліна      | Чвертьфінал | Чвертьфінал | Півфінал | Півфінал | Фінал        | Фінал |
| Спортсмен                                           | Дисципліна      | Час         | Місце       | Час      | Місце    | Час          | Місце |
| --------------------------------------------------- | --------------- | ----------- | ----------- | -------- | -------- | ------------ | ----- |
| Мааме Біней Ендрю Гіо Раян Півіротто Крістен Сантос | Естафета 2000 м | 2:39.043    | 3 q         | ДСК      | ДСК      | Не потрапили | 8     |

Легенда кваліфікації: Q - Кваліфікувався завдяки місцю в заїзді; q - Кваліфікувався завдяки показаному часові; FA - Кваліфікувався до медального фіналу; FB - Кваліфікувався до втішного фіналу

## Скелетон
Завдяки результатам у Кубку світу 2021–2022 від США на Ігри кваліфікувалися один скелетоніст і дві скелетоністки.
| Спортсмен     | Дисципліна | 1-й заїзд | 1-й заїзд | 2-й заїзд | 2-й заїзд | 3-й заїзд | 3-й заїзд | 4-й заїзд    | 4-й заїзд    | Сума    | Сума  |
| Спортсмен     | Дисципліна | Час       | Місце     | Час       | Місце     | Час       | Місце     | Час          | Місце        | Час     | Місце |
| ------------- | ---------- | --------- | --------- | --------- | --------- | --------- | --------- | ------------ | ------------ | ------- | ----- |
| Ендрю Блейзер | Чоловіки   | 1:01.80   | 20        | 1:02.08   | 21        | 1:02.10   | 22        | Не потрапив  | Не потрапив  | 3:05.98 | 21    |
| Келлі Кертіс  | Жінки      | 1:02.94   | 19        | 1:03.05   | 16        | 1:03.24   | 23        | Не потрапила | Не потрапила | 3:09.23 | 21    |
| Кеті Юлендер  | Жінки      | 1:02.41   | 9         | 1:02.46   | 8         | 1:02.15   | 6         | 1:02.21      | 5            | 4:09.23 | 6     |

## Стрибки з трампліна
Від США на Ігри кваліфікувалися чотири стрибуни з трампліна і одна стрибунка з трампліна.
Чоловіки
| Спортсмен                                           | Дисципліна                          | Кваліфікація | Кваліфікація | Кваліфікація | Перший раунд | Перший раунд | Перший раунд | Фінал        | Фінал        | Фінал        | Загалом      | Загалом      |
| Спортсмен                                           | Дисципліна                          | Відстань     | Бали         | Місце        | Відстань     | Бали         | Місце        | Відстань     | Бали         | Місце        | Бали         | Місце        |
| --------------------------------------------------- | ----------------------------------- | ------------ | ------------ | ------------ | ------------ | ------------ | ------------ | ------------ | ------------ | ------------ | ------------ | ------------ |
| Кевін Бікнер                                        | Нормальний трамплін                 | 78.0         | 61.8         | 43 Q         | 95.0         | 108.1        | 43           | Не потрапив  | Не потрапив  | Не потрапив  | Не потрапив  | Не потрапив  |
| Декер Дін                                           | Нормальний трамплін                 | 81.0         | 66.6         | 42 Q         | 90.0         | 106.6        | 44           | Не потрапив  | Не потрапив  | Не потрапив  | Не потрапив  | Не потрапив  |
| Патрік Ґонсениця                                    | Нормальний трамплін                 | 81.5         | 61.2         | 44 Q         | 87.0         | 89.8         | 49           | Не потрапив  | Не потрапив  | Не потрапив  | Не потрапив  | Не потрапив  |
| Кезі Ларсон                                         | Нормальний трамплін                 | 79.0         | 69.8         | 41 Q         | 96.5         | 113.2        | 39           | Не потрапив  | Не потрапив  | Не потрапив  | Не потрапив  | Не потрапив  |
| Кевін Бікнер                                        | Великий трамплін                    | 110.5        | 84.3         | 45 Q         | 125.0        | 110.0        | 39           | Не потрапив  | Не потрапив  | Не потрапив  | Не потрапив  | Не потрапив  |
| Декер Дін                                           | Великий трамплін                    | 112.0        | 94.9         | 38 Q         | 120.0        | 100.9        | 45           | Не потрапив  | Не потрапив  | Не потрапив  | Не потрапив  | Не потрапив  |
| Патрік Ґонсениця                                    | Великий трамплін                    | 101.5        | 63.6         | 53           | Не потрапив  | Не потрапив  | Не потрапив  | Не потрапив  | Не потрапив  | Не потрапив  | Не потрапив  | Не потрапив  |
| Кезі Ларсон                                         | Великий трамплін                    | 116.5        | 89.2         | 43 Q         | 123.0        | 107.5        | 43           | Не потрапив  | Не потрапив  | Не потрапив  | Не потрапив  | Не потрапив  |
| Кевін Бікнер Декер Дін Патрік Ґонсениця Кезі Ларсон | Великий трамплін, командна першість | Н/Д          | Н/Д          | Н/Д          | 407.0        | 261.0        | 10           | Не потрапили | Не потрапили | Не потрапили | Не потрапили | Не потрапили |

Жінки
| Спортсменка  | Дисципліна          | Перший раунд | Перший раунд | Перший раунд | Фінал        | Фінал        | Фінал        | Загалом | Загалом |
| Спортсменка  | Дисципліна          | Відстань     | Бали         | Місце        | Відстань     | Бали         | Місце        | Бали    | Місце   |
| ------------ | ------------------- | ------------ | ------------ | ------------ | ------------ | ------------ | ------------ | ------- | ------- |
| Анна Гоффман | Нормальний трамплін | 64.5         | 36.2         | 37           | Не потрапила | Не потрапила | Не потрапила | 36.2    | 37      |

## Сноубординг
Від США на Ігри кваліфікувалися 13 сноубордистів і 12 сноубордисток. 
Фристайл

Чоловіки
| Спортсмен       | Дисципліна | Кваліфікація | Кваліфікація | Кваліфікація | Кваліфікація | Кваліфікація | Фінал       | Фінал       | Фінал       | Фінал       | Фінал       |
| Спортсмен       | Дисципліна | 1-ша спроба  | 2-га спроба  | 3-тя спроба  | Найкраща     | Місце        | 1-ша спроба | 2-га спроба | 3-тя спроба | Найкраща    | Місце       |
| --------------- | ---------- | ------------ | ------------ | ------------ | ------------ | ------------ | ----------- | ----------- | ----------- | ----------- | ----------- |
| Кріс Корнінґ    | Біг-ейр    | 64.25        | 17.50        | 81.75        | 146.00       | 10 Q         | 92.00       | 35.50       | 64.00       | 156.00      | 7           |
| Шон Фітцсімонс  | Біг-ейр    | 53.25        | 68.75        | 16.25        | 122.00       | 17           | Не потрапив | Не потрапив | Не потрапив | Не потрапив | Не потрапив |
| Редмонд Джерард | Біг-ейр    | 75.50        | 80.00        | 78.75        | 158.75       | 3 Q          | 82.50       | 19.25       | 83.25       | 165.75      | 5           |
| Дасті Генріксен | Біг-ейр    | 23.00        | 72.75        | 20.75        | 93.50        | 21           | Не потрапив | Не потрапив | Не потрапив | Не потрапив | Не потрапив |
| Лукас Фостер    | Хафпайп    | 42.00        | 21.50        | Н/Д          | 42.00        | 17           | Не потрапив | Не потрапив | Не потрапив | Не потрапив | Не потрапив |
| Тейлор Ґолд     | Хафпайп    | 81.25        | 83.50        | Н/Д          | 83.50        | 7 Q          | 81.75       | 25.00       | 20.00       | 81.75       | 5           |
| Чейз Джозі      | Хафпайп    | 15.75        | 69.50        | Н/Д          | 69.50        | 12 Q         | 62.50       | 23.00       | 79.50       | 79.50       | 7           |
| Шон Вайт        | Хафпайп    | 24.25        | 86.25        | Н/Д          | 86.25        | 4 Q          | 72.00       | 85.00       | 14.75       | 85.00       | 4           |
| Кріс Корнінґ    | Слоупстайл | 48.48        | 69.30        | Н/Д          | 69.30        | 11 Q         | 31.58       | 20.78       | 65.11       | 65.11       | 6           |
| Шон Фітцсімонс  | Слоупстайл | 78.76        | 26.75        | Н/Д          | 78.76        | 3 Q          | 29.48       | 29.61       | 26.61       | 29.61       | 12          |
| Редмонд Джерард | Слоупстайл | 78.20        | 43.95        | Н/Д          | 78.20        | 5 Q          | 83.25       | 71.86       | 28.65       | 83.25       | 4           |
| Дасті Генріксен | Слоупстайл | 37.46        | 58.46        | Н/Д          | 58.46        | 17           | Не потрапив | Не потрапив | Не потрапив | Не потрапив | Не потрапив |

Жінки
| Спортсмен       | Дисципліна | Кваліфікація | Кваліфікація | Кваліфікація | Кваліфікація | Кваліфікація | Фінал        | Фінал        | Фінал        | Фінал        | Фінал        |
| Спортсмен       | Дисципліна | 1-ша спроба  | 2-га спроба  | 3-тя спроба  | Найкраща     | Місце        | 1-ша спроба  | 2-га спроба  | 3-тя спроба  | Найкраща     | Місце        |
| --------------- | ---------- | ------------ | ------------ | ------------ | ------------ | ------------ | ------------ | ------------ | ------------ | ------------ | ------------ |
| Джеймі Андерсон | Біг-ейр    | 30.00        | 29.50        | 89.75        | 119.75       | 15           | Не потрапила | Не потрапила | Не потрапила | Не потрапила | Не потрапила |
| Гейлі Ланґленд  | Біг-ейр    | 62.00        | 65.50        | 21.25        | 127.50       | 12 Q         | 25.25        | 31.00        | 22.25        | 53.25        | 12           |
| Джулія Маріно   | Біг-ейр    | НС           | НС           | НС           | НС           | НС           | Не потрапила | Не потрапила | Не потрапила | Не потрапила | Не потрапила |
| Кортні Раммел   | Біг-ейр    | 44.75        | 56.25        | 38.75        | 101.00       | 19           | Не потрапила | Не потрапила | Не потрапила | Не потрапила | Не потрапила |
| Зої Калапос     | Хафпайп    | 20.00        | 51.75        | Н/Д          | 51.75        | 17           | Не потрапила | Не потрапила | Не потрапила | Не потрапила | Не потрапила |
| Клое Кім        | Хафпайп    | 87.75        | 8.75         | Н/Д          | 87.75        | 1 Q          | 94.00        | 27.00        | 26.25        | 94.00        | 1            |
| Медді Мастро    | Хафпайп    | 65.75        | 51.50        | Н/Д          | 66.75        | 13           | Не потрапила | Не потрапила | Не потрапила | Не потрапила | Не потрапила |
| Тесса Мод       | Хафпайп    | 53.50        | 10.00        | Н/Д          | 53.50        | 16           | Не потрапила | Не потрапила | Не потрапила | Не потрапила | Не потрапила |
| Джеймі Андерсон | Слоупстайл | 74.35        | 53.26        | Н/Д          | 74.35        | 5 Q          | 22.98        | 60.78        | 36.88        | 60.78        | 9            |
| Гейлі Ланґленд  | Слоупстайл | 28.31        | 68.71        | Н/Д          | 68.71        | 9 Q          | 32.05        | 48.35        | 29.93        | 48.35        | 11           |
| Джулія Маріно   | Слоупстайл | 2.91         | 71.78        | Н/Д          | 71.78        | 6 Q          | 30.61        | 87.68        | 60.35        | 87.68        | 2            |
| Кортні Раммел   | Слоупстайл | 37.18        | 48.30        | Н/Д          | 48.30        | 18           | Не потрапила | Не потрапила | Не потрапила | Не потрапила | Не потрапила |

Паралельні
| Спортсмен    | Дисципліна                    | Кваліфікація | Кваліфікація | 1/8 фіналу   | Чвертьфінал  | Півфінал     | Фінал        | Фінал       |
| Спортсмен    | Дисципліна                    | Час          | Місце        | Суперник Час | Суперник Час | Суперник Час | Суперник Час | Місце       |
| ------------ | ----------------------------- | ------------ | ------------ | ------------ | ------------ | ------------ | ------------ | ----------- |
| Роббі Бернс  | Гігантський слалом (чоловіки) | 1:36.22      | 31           | Не потрапив  | Не потрапив  | Не потрапив  | Не потрапив  | Не потрапив |
| Коді Вінтерс | Гігантський слалом (чоловіки) | 1:27.80      | 29           | Не потрапив  | Не потрапив  | Не потрапив  | Не потрапив  | Не потрапив |

Сноубордкрос

Чоловіки
| Спортсмен       | Дисципліна   | № Посіву | № Посіву | 1/8 фіналу | Чвертьфінал | Півфінал    | Фінал       | Фінал |
| Спортсмен       | Дисципліна   | Час      | Місце    | Місце      | Місце       | Місце       | Місце       | Місце |
| --------------- | ------------ | -------- | -------- | ---------- | ----------- | ----------- | ----------- | ----- |
| Нік Баумґартнер | Сноубордкрос | 1:18.01  | 10       | 2 Q        | 3           | Не потрапив | Не потрапив | 10    |
| Мік Даєрдорфф   | Сноубордкрос | 1:18.64  | 20       | 1 Q        | НФ          | Не потрапив | Не потрапив | 15    |
| Гаґен Кірні     | Сноубордкрос | 1:17.81  | 7        | 3          | Не потрапив | Не потрапив | Не потрапив | 17    |
| Джейк Веддер    | Сноубордкрос | 1:17.88  | 18       | 1 Q        | 2 Q         | 3 FB        | 2           | 6     |

Жінки
| Спортсменка        | Дисципліна   | № Посіву | № Посіву | 1/8 фіналу | Чвертьфінал | Півфінал     | Фінал        | Фінал |
| Спортсменка        | Дисципліна   | Час      | Місце    | Місце      | Місце       | Місце        | Місце        | Місце |
| ------------------ | ------------ | -------- | -------- | ---------- | ----------- | ------------ | ------------ | ----- |
| Стейсі Ґаскілл     | Сноубордкрос | 1:23.14  | 4        | 1 Q        | 2 Q         | 4 FB         | 3            | 7     |
| Фає Ґуліні         | Сноубордкрос | 1:23.98  | 7        | 1 Q        | 4           | Не потрапила | Не потрапила | 13    |
| Ліндсі Джекобелліс | Сноубордкрос | 1:23.44  | 5        | 1 Q        | 1 Q         | 1 FA         | 1            | 1     |
| Меґан Тірні        | Сноубордкрос | 1:25.16  | 16       | 2 Q        | 3           | Не потрапила | Не потрапила | 12    |

Змішані
| Спортсмени                         | Дисципліна                      | Чвертьфінал | Півфінал     | Фінал        | Фінал |
| Спортсмени                         | Дисципліна                      | Місце       | Місце        | Місце        | Місце |
| ---------------------------------- | ------------------------------- | ----------- | ------------ | ------------ | ----- |
| Нік Баумґартнер Ліндсі Джекобелліс | Змішаний командний сноубордкрос | 1 Q         | 2 FA         | 1            | 1     |
| Фає Ґуліні Джейк Веддер            | Змішаний командний сноубордкрос | 3           | Не потрапили | Не потрапили | =9    |

Легенда кваліфікації: Q - Кваліфікувався до наступного раунду; FA - Кваліфікувався до медального фіналу; FB - Кваліфікувався до втішного фіналу

## Ковзанярський спорт
Завдяки результатам в Кубку світу 2021–2022 від США на Ігри кваліфікувалися сім чоловіків, зокрема команда в командних перегонах переслідування, п'ять жінок.
На дистанції 5000 м Емері Леман замінила Кейсі Доусон, бо в тієї виявився позитивним тест на Ковід-19.
Дистанційні перегони

Чоловіки
| Спортсмен     | Дисципліна | Час     | Місце |
| ------------- | ---------- | ------- | ----- |
| Остін Клеба   | 500 м      | 35.40   | 27    |
| Джордан Штолц | 500 м      | 34.85   | 13    |
| Остін Клеба   | 1000 м     | 1:10.67 | 29    |
| Джордан Штолц | 1000 м     | 1:09.12 | 14    |
| Кейсі Доусон  | 1500 м     | 1:49.45 | 28    |
| Емері Леман   | 1500 м     | 1:45.78 | 11    |
| Джой Мантія   | 1500 м     | 1:45.26 | 6     |
| Ітен Сеп'юран | 5000 м     | 6:25.97 | 17    |
| Емері Леман   | 5000 м     | 6:21.80 | 16    |

Жінки
| Спортсменка            | Дисципліна | Час     | Місце |
| ---------------------- | ---------- | ------- | ----- |
| Бріттані Боу           | 500 м      | 38.04   | 16    |
| Кімі Ґетц              | 500 м      | 38.26   | 18    |
| Ерін Джексон           | 500 м      | 37.04   | 1     |
| Бріттані Боу           | 1000 м     | 1:14.61 | 3     |
| Кімі Ґетц              | 1000 м     | 1:15.40 | 7     |
| Бріттані Боу           | 1500 м     | 1:55.81 | 10    |
| Міа Манганелло-Kilburg | 1500 м     | 1:59.11 | 20    |
| Міа Манганелло-Kilburg | 3000 м     | 4:13.42 | 19    |

Масстарт
| Спортсмен              | Дисципліна          | Півфінал | Півфінал | Півфінал | Фінал       | Фінал       | Фінал |
| Спортсмен              | Дисципліна          | Бали     | Час      | Місце    | Бали        | Час         | Місце |
| ---------------------- | ------------------- | -------- | -------- | -------- | ----------- | ----------- | ----- |
| Джой Мантія            | Масстарт (чоловіки) | 6        | 7:44.37  | 7 Q      | 10          | 7:47.20     | 4     |
| Іен Квінн              | Масстарт (чоловіки) | 0        | 7:58.03  | 13       | Не потрапив | Не потрапив | 26    |
| Джорджия Беркланд      | Масстарт (жінки)    | 3        | 8:34.43  | 6 Q      | 0           | 8:18.10     | 13    |
| Міа Манганелло-Кілберґ | Масстарт (жінки)    | 10       | 8:29.93  | 4 Q      | 10          | 8:16.15     | 4     |

Командні перегони переслідування
| Спортсмени                                         | Дисципліна | Чвертьфінал  | Чвертьфінал | Півфінал                                    | Фінал                      | Фінал |
| Спортсмени                                         | Дисципліна | Суперник Час | Місце       | Суперник Час                                | Суперник Час               | Місце |
| -------------------------------------------------- | ---------- | ------------ | ----------- | ------------------------------------------- | -------------------------- | ----- |
| Ітен Сеп'юран Кейсі Доусон Емері Леман Джой Мантія | Чоловіки   | 3:37.51      | 2 Q         | Олімпійський комітет Росії (ROC) L +0.43 FB | Нідерланди (NED) W 3:38.81 | 3     |

Легенда кваліфікації: Q - Кваліфікувався до наступного раунду; FA - Кваліфікувався до медального фіналу за золоту медаль; FB - Кваліфікувався до фіналу за бронзову медаль; FC - Кваліфікувався до фіналу за 5-те місце; FD - Кваліфікувався до фіналу за 7-ме місце

## Нотатки
1. ↑  Боу замінила Елану Меєрс, яка мала нести прапор, але не змогла взяти участь у церемонії відкриття через позитивний тест на Ковід-19[4]